# Joséphine Baker
Pour les articles homonymes, voir Baker et MacDonald.
Freda Josephine McDonald, dite Joséphine Baker, est une chanteuse, danseuse, actrice, meneuse de revue et résistante française d’origine américaine, née le 3 juin 1906 à Saint-Louis (Missouri, États-Unis) et morte le 12 avril 1975 à Paris (France).
Vedette du music-hall et icône des années folles, elle devient française en 1937 après son mariage avec Jean Lion, un courtier en sucre industriel. Durant la Seconde Guerre mondiale, elle est une honorable correspondante des services secrets français et se produit souvent gratuitement en Afrique du Nord devant les troupes alliées et termine la guerre comme lieutenante de l'Armée française de la Libération. En 1946, elle reçoit la médaille de la Résistance française.
Elle met  ensuite sa grande popularité au service de la lutte contre le racisme et pour l’émancipation des Noirs, en particulier en soutenant le mouvement américain des droits civiques. Le 28 août 1963, lorsque Martin Luther King prononce son discours I have a dream lors de la marche sur Washington pour l'emploi et la liberté, elle se tient à ses côtés en uniforme de l'armée de l'air française et sera la seule femme à prendre la parole depuis le Lincoln Memorial.
Le 18 août 1961, dans le parc du château des Milandes en Dordogne, Joséphine Baker est décorée de la Légion d’honneur et de la Croix de guerre.
En 2021, près de cinquante ans après sa mort, elle entre au Panthéon, devenant ainsi la sixième femme et la première femme noire à rejoindre le « temple » républicain.

## Biographie

### Jeunesse

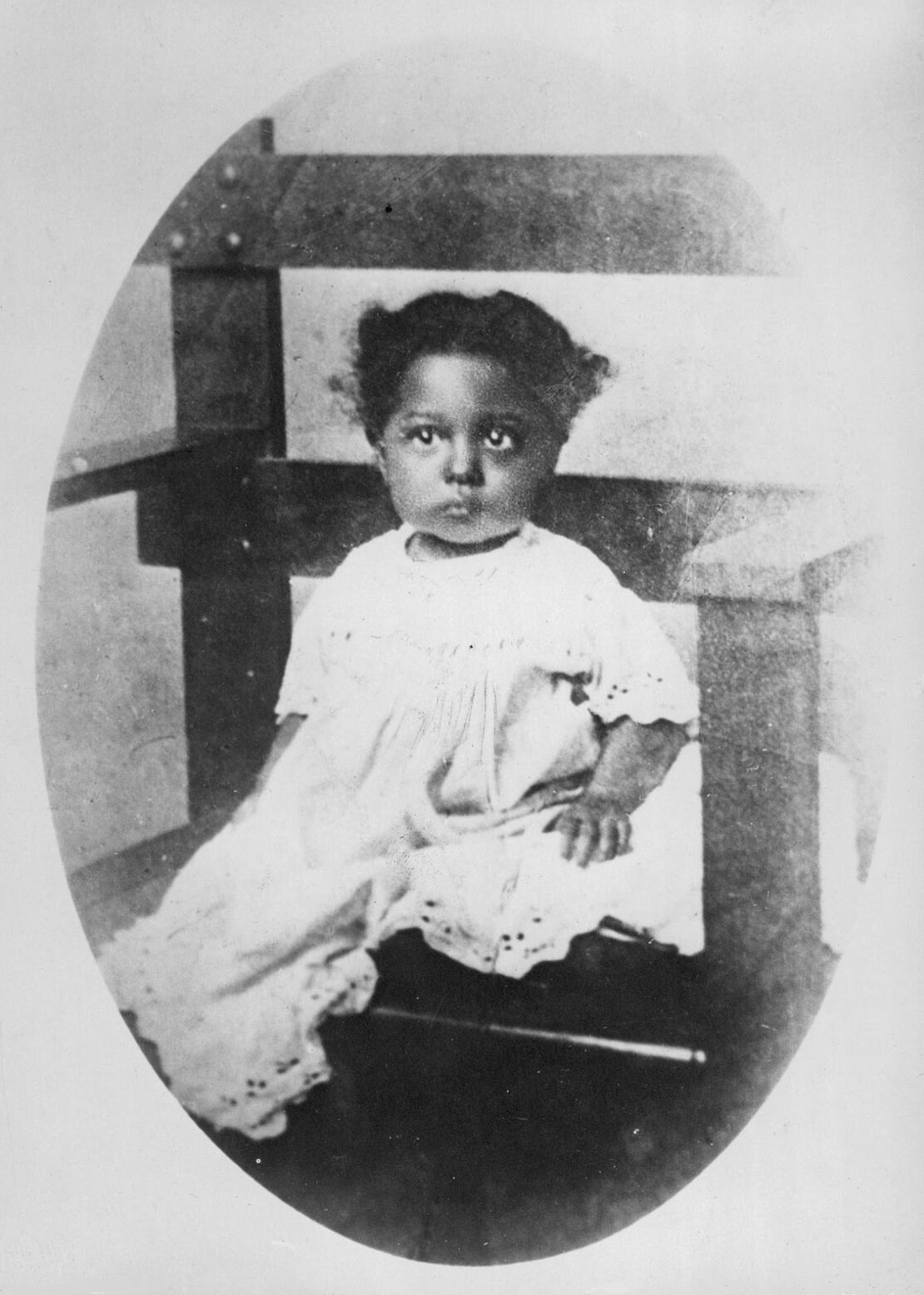
Freda Josephine McDonald enfant.

Freda Josephine McDonald, appelée plus tard de son nom de scène Joséphine Baker, naît le 3 juin 1906, aux États-Unis, dans le Missouri. Sa mère, Carrie McDonald, est une musicienne et danseuse ayant des origines afro-américaine et amérindienne,,, fille d'une esclave. Son père probable, Eddie Carson, est un musicien de rue itinérant aux origines espagnoles. Tous deux ont monté ensemble un numéro de chant et de danse, mais le père abandonne sa famille en 1907, sans avoir reconnu Joséphine. Sa mère se marie ensuite avec un ouvrier, Arthur Martin, avec qui elle a trois enfants : Richard, Margaret et Willie Mae,.
La jeune Joséphine passe une partie de son enfance à alterner l'école et les travaux domestiques pour des gens aisés chez qui sa mère l'envoie travailler. Sa famille étant très pauvre, son salaire aide à nourrir la fratrie dont elle est l’aînée. Finalement, Joséphine quitte l’école à 13 ans, en février 1920, et s'engage dans un mariage qui ne dure que quelques mois, durant lequel le couple est hébergé dans la famille Martin,.

### Débuts au music-hall

#### Artiste de rue
Joséphine — qui danse depuis qu’elle est toute petite — rejoint en 1920, à l'issue de son mariage, un trio d'artistes de rue appelé le Jones Family Band,. Au moment où leur tournée s'arrête à Philadelphie, Joséphine fait la rencontre de William Howard Baker. Elle l'épouse en 1921, s'installe avec lui et en prend le nom. Pour gagner sa vie, elle danse au Standard Theater où elle gagne dix dollars par semaine.

#### Danseuse à Broadway
Mais Joséphine Baker voit grand, et l’envie de danser à Broadway la pousse — tout juste âgée de 16 ans — à quitter son second mari pour aller tenter sa chance à New York. Une fois sur place, elle met peu de temps à se présenter au music-hall de Broadway, sur la 63e Rue, le Daly's 63rd Street Theatre (en). Là, elle essuie plusieurs refus de la part du directeur avant d’enfin se voir offrir un rôle sommaire. Elle rejoint donc la troupe de la comédie musicale Shuffle Along, un spectacle populaire à la distribution entièrement noire. Au bout de deux ans de tournée, elle change d’allégeance et s’associe aux Chocolate Dandies (en), qu’elle quitte à leur tour pour entrer au Plantation Club où elle fait la rencontre de Caroline Dudley Reagan. Cette mondaine, épouse de l’attaché commercial de l’ambassade américaine à Paris, Donald J. Reagan, voit en Joséphine Baker un grand potentiel. Elle lui offre donc un salaire de 250 dollars par semaine si celle-ci accepte de la suivre en France où Reagan veut monter un spectacle dont Joséphine Baker sera la vedette et qui fera d’elle une star : la Revue nègre.

### Carrière française

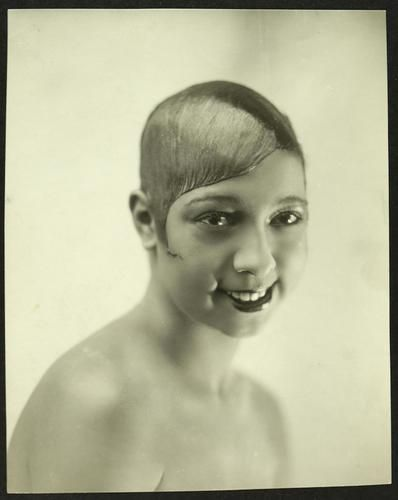
Joséphine Baker photographiée dans les années 1920 par Henri Manuel.

L'année 1925 révèle l'artiste aux yeux du public français,. Pour jouer la Revue nègre au théâtre des Champs-Élysées, Joséphine Baker et sa troupe effectuent la traversée New-York-Cherbourg du 15 au 22 septembre sur le Berengaria,. La première représentation du spectacle a lieu le 2 octobre 1925,. Joséphine Baker y interprète un tableau baptisé La Danse sauvage :  dans un décor de savane, elle apparaît dansant le charleston quasiment nue, vêtue de sa désormais célèbre ceinture de bananes,. Pour elle, cette arrivée en France sera vécu comme une libération. Elle dira à ce sujet : « Un jour, j’ai réalisé que j’habitais dans un pays où j’avais peur d’être noire. C’était un pays réservé aux Blancs. Il n’y avait pas de place pour les Noirs. J’étouffais aux États-Unis. Beaucoup d’entre nous sommes partis, pas parce que nous le voulions, mais parce que nous ne pouvions plus supporter ça… Je me suis sentie libérée à Paris »,.

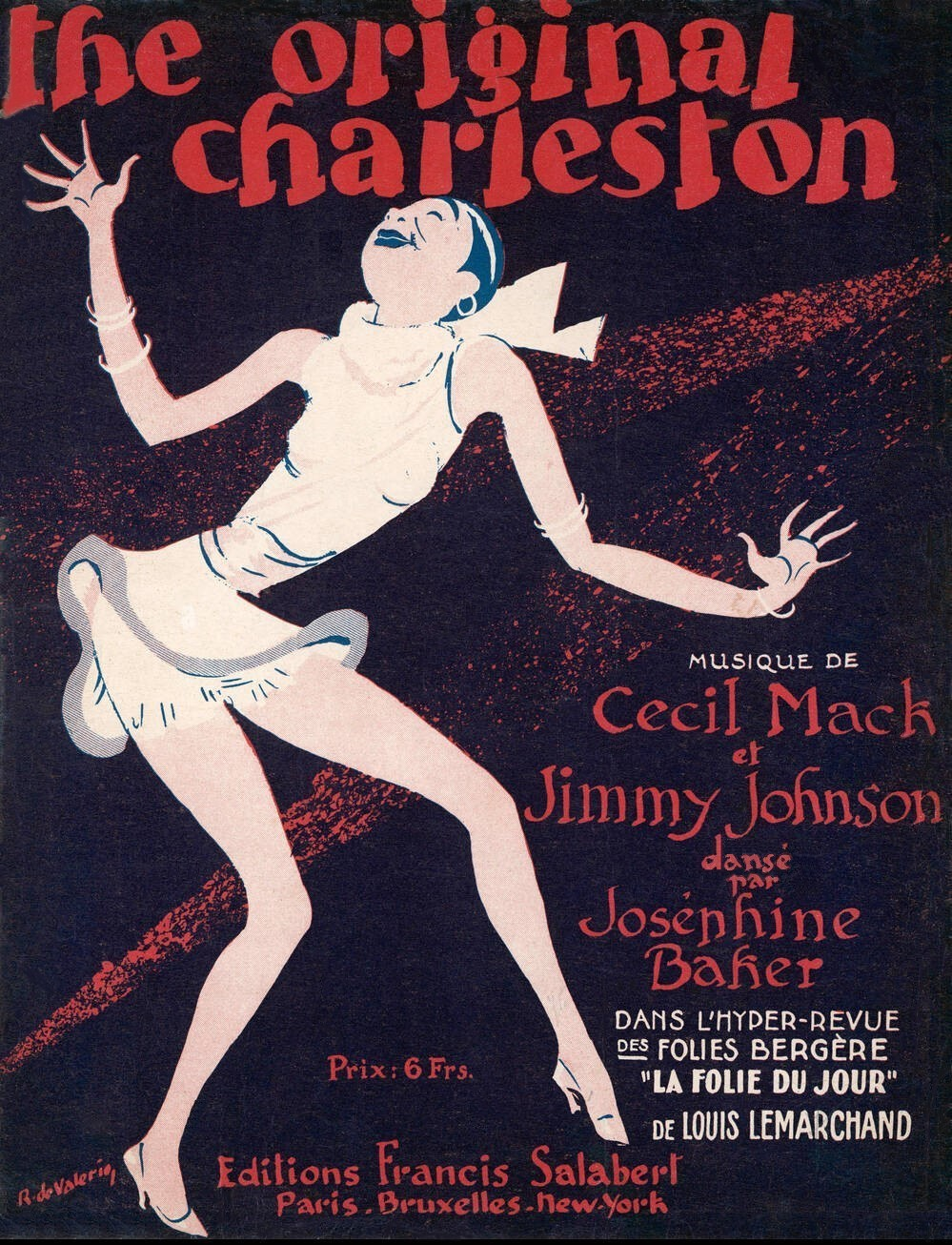
The Original Charleston : couverture de partition illustrée par Roger de Valerio, 1926.

Joséphine, après plus d’une centaine de représentations en France et à l’étranger, casse son contrat et accepte de signer, en 1927, pour la première fois avec le théâtre des Folies Bergère pour une revue où elle joue un des premiers rôles. Dans « La Folie du Jour », tandis que le danseur sénégalais Féral Benga joue du tam-tam, elle porte plumes roses et ceinture de bananes, visible aujourd’hui au château des Milandes. Elle est accompagnée d’un guépard dont l’humeur fantasque terrorise l’orchestre et fait frémir le public. Cette même année, la jeune star se lance dans la chanson et, suivant les conseils de son nouvel impresario et amant, Giuseppe Abattino (dit « Pepito »), elle participe au film La Sirène des tropiques. Giuseppe ouvre le club « Chez Joséphine » et organise la tournée mondiale de la chanteuse en 1928.
Giuseppe Abattino était un tailleur de pierre originaire de Sicile. Il fut souvent qualifié de « gigolo ». Sa liaison avec Joséphine Baker durera dix ans, de 1926 à 1936. En plus d’être son impresario, il jouera le rôle de manager et sera son mentor pendant toute la période de son ascension.
Dans le même temps, elle devient l’égérie des cubistes qui vénèrent son style et ses formes, et suscite l’enthousiasme des Parisiens pour le jazz et les musiques noires. À cette époque, elle rencontre Georges Simenon, qu’elle engage comme secrétaire et qui sera son amant.

#### Actrice du mouvement de la Renaissance de Harlem
La carrière de Joséphine Baker était intimement liée au mouvement de la Renaissance de Harlem dont elle fut une militante acharnée. Mouvement d’abord littéraire qui a pris sa source à Harlem, le mouvement de renouveau de la culture afro-américaine, dans l’entre-deux-guerres, prônait l’émancipation des Noirs américains confrontés à la ségrégation raciale depuis l’abolition de l’esclavage en 1865. Il regroupait des intellectuels et écrivains comme Alain Locke ou Marcus Garvey, des mécènes tels qu’Arthur Schomburg, surnommé le « père de l’histoire noire américaine », des photographes et sculpteurs, ainsi que des musiciens comme Louis Armstrong, Duke Ellington ou Fats Waller.
Les lieux emblématiques du mouvement de Renaissance de Harlem comptaient le Cotton Club ou l'Apollo Theater.

#### Danseuse vedette de laRevue nègre

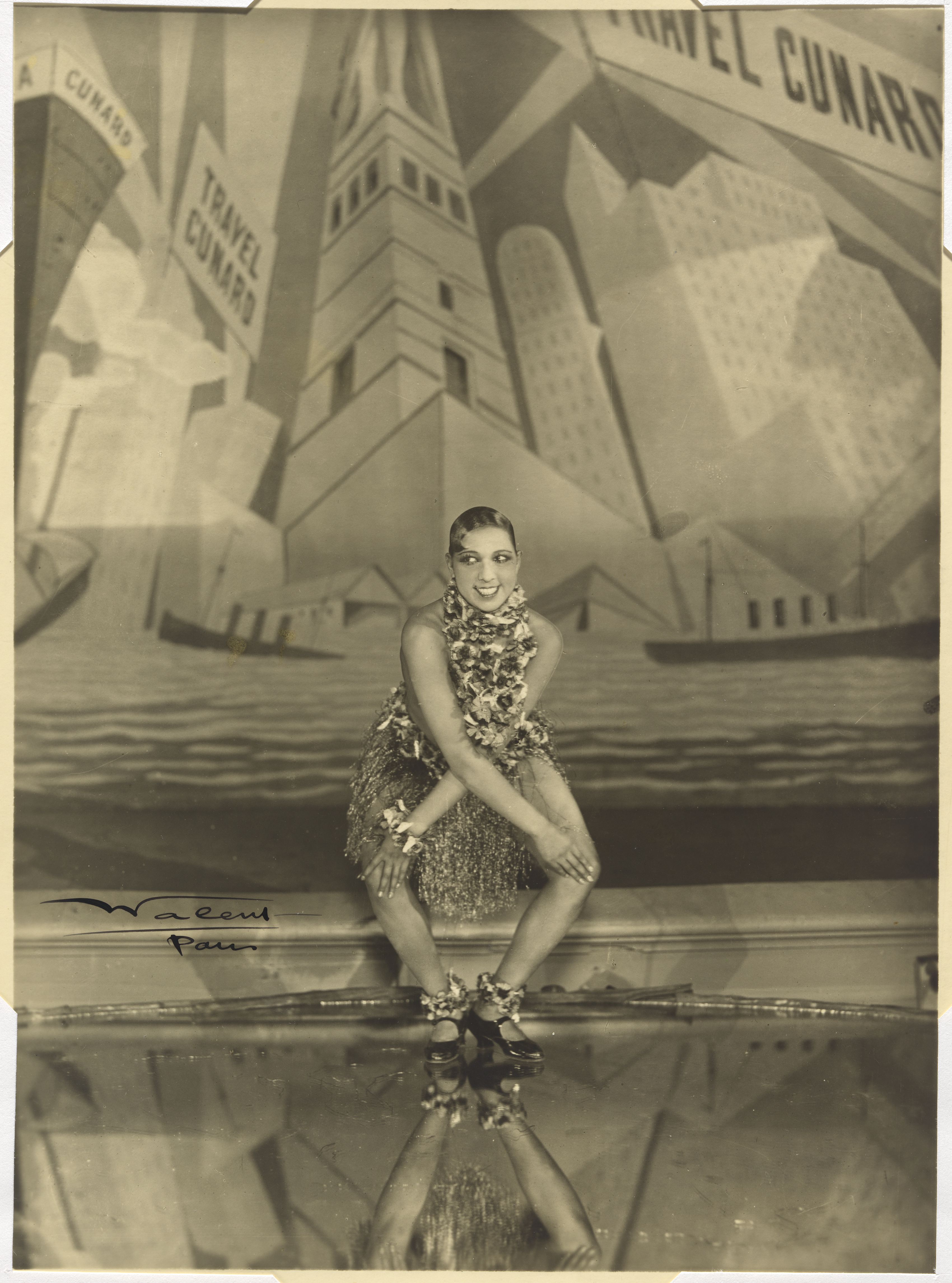
Joséphine Baker dansant le charleston aux Folies Bergère à Paris lors de la Revue nègre en 1926 (photo de Waléry).

Après la Première Guerre mondiale, le regard porté sur les Noirs en France se modifie, et dans le Paris des années folles, la lumière commence à briller sur les femmes noires, l'esthétique nègre devient à la mode. Ainsi, en 1919, est organisée la première exposition d’art nègre, un ensemble d'œuvres artistiques non occidentales, sources d'inspiration pour les Fauves et les Cubistes, dès 1907, à travers le musée d'Ethnographie du Trocadéro.
Sur les conseils du peintre Fernand Léger, André Daven, administrateur du théâtre des Champs-Élysées, décide de monter un spectacle entièrement exécuté par des Noirs : la Revue nègre. L’Américaine Caroline Dudley compose la troupe à New York, constituée de treize danseurs et douze musiciens, dont Sidney Bechet, et Joséphine Baker en devient la vedette parisienne,. La prestation initiale du groupe d'artistes noirs étant jugée « pas assez nègre » par les commanditaires du spectacle, il est proposé à la danseuse américaine de se présenter nue sur scène. D'abord indignée, Joséphine Baker, âgée de 19 ans, se résigne à se produire seins nus, une ceinture de plumes à la taille, conformément à l'imagerie du bon sauvage africain en vogue dans l'Empire colonial français. L'incarnation par Joséphine Baker de cette femme noire, érotique et sauvage comme l'exigent les stéréotypes coloniaux et l'exotisme fantasmé du public français des années 1920, assure à la Revue nègre un succès immédiat. Le spectacle se déroule à guichets fermés.
L’artiste Paul Colin réalise l’affiche de la revue, visible au musée national de l’histoire de l’immigration : « Joséphine Baker y apparaît dans une robe blanche ajustée, les poings sur les hanches, les cheveux courts et gominés, entre deux hommes noirs, l’un portant un chapeau incliné sur l’œil et un nœud papillon à carreaux, l’autre arborant un large sourire ». L’œuvre, à l’esthétique Art déco, un peu caricaturale dans ses traits, parvient néanmoins au moyen de ses déformations cubistes à rendre perceptible le rythme syncopé du jazz, d’apparition récente en France à l’époque,.
De nombreux artistes afro-américains séjournent alors en Europe, à l’instar des peintres Lois Mailou Jones ou Henry Ossawa Tanner, des sculpteurs Augusta Savage ou Nancy Elizabeth Prophet, des poètes comme Langston Hughes ou des romanciers comme Claude McKay, et trouvent à Paris le lieu idéal pour prolonger la Renaissance de Harlem, appréciant une société plus libérale et l'absence de ségrégation.

Joséphine Baker en tenue de scène
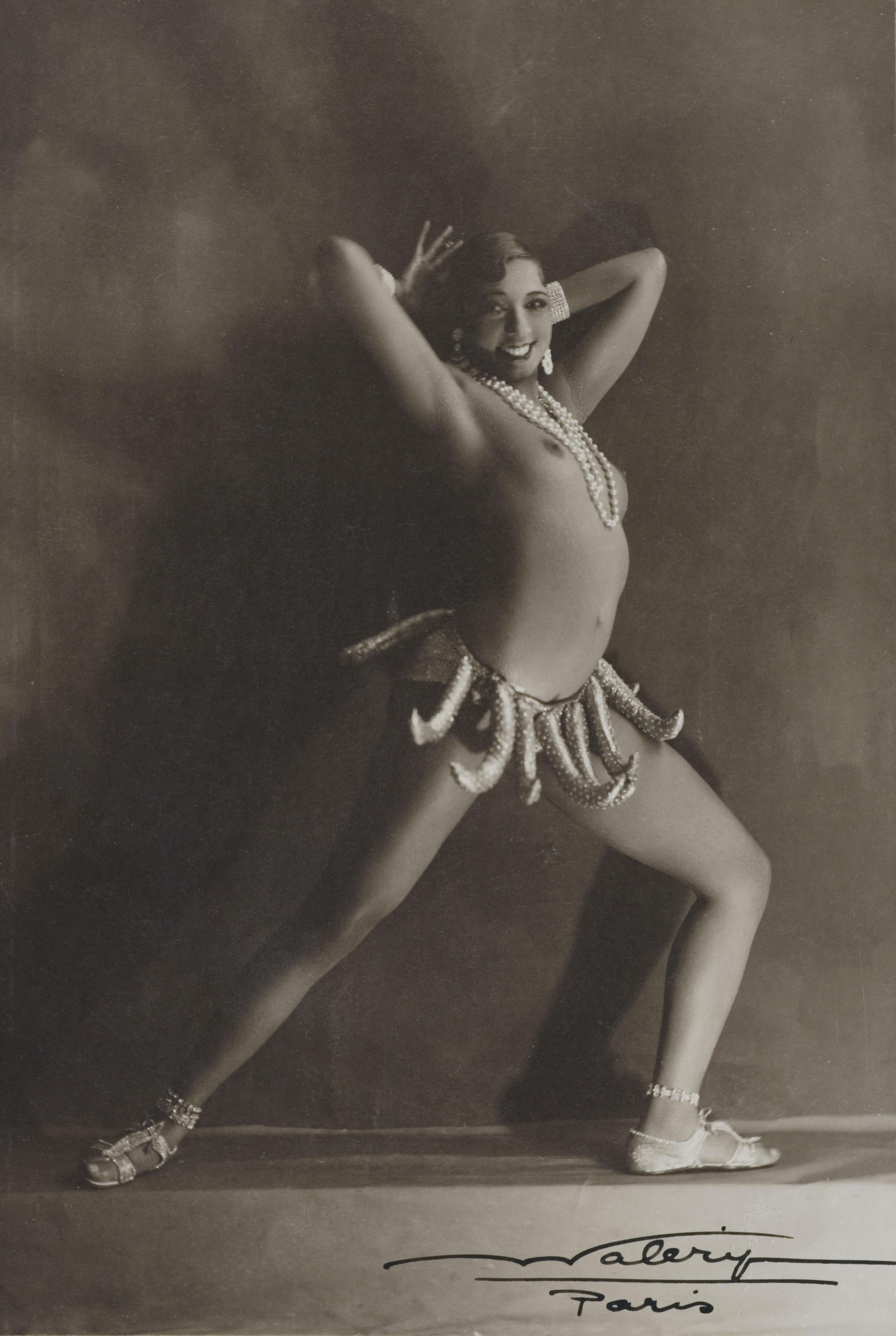
Joséphine Baker portant une ceinture de bananes en 1926 (photo de Waléry).
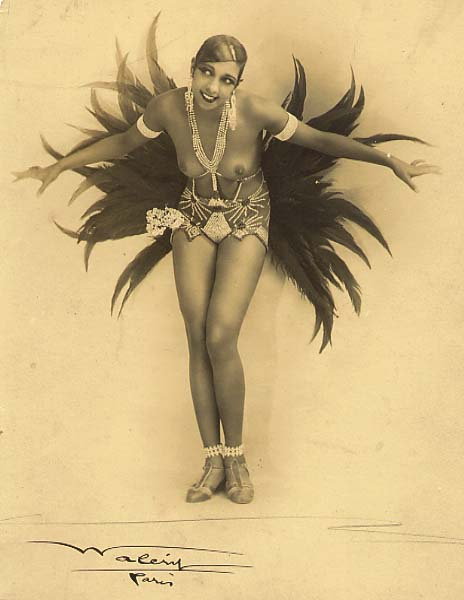
Joséphine Baker en costume burlesque dans La Revue des Revues en 1927.
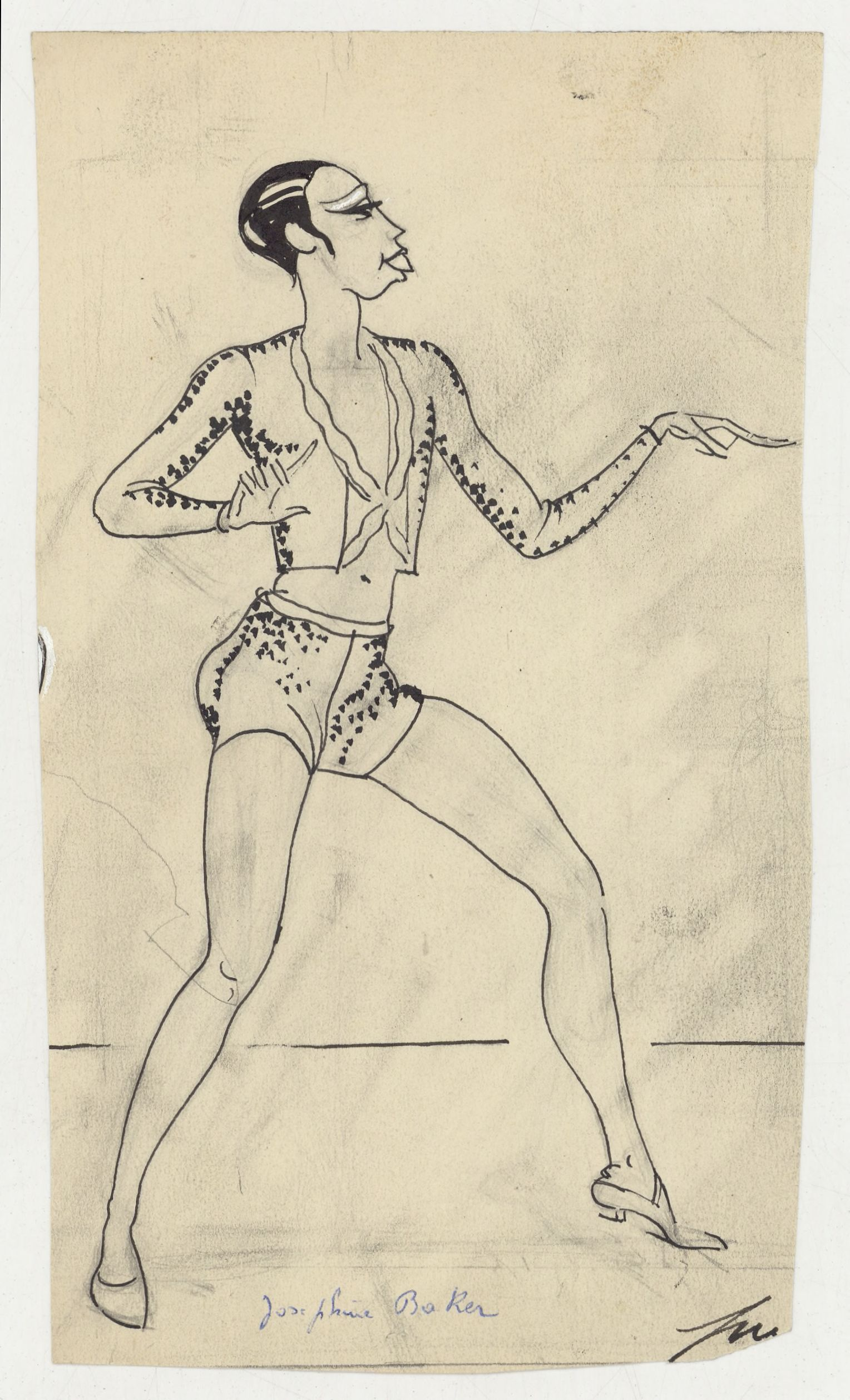
Joséphine Baker croquée par Pierre Payen.

#### De la chansonJ'ai deux amoursà la Seconde Guerre mondiale

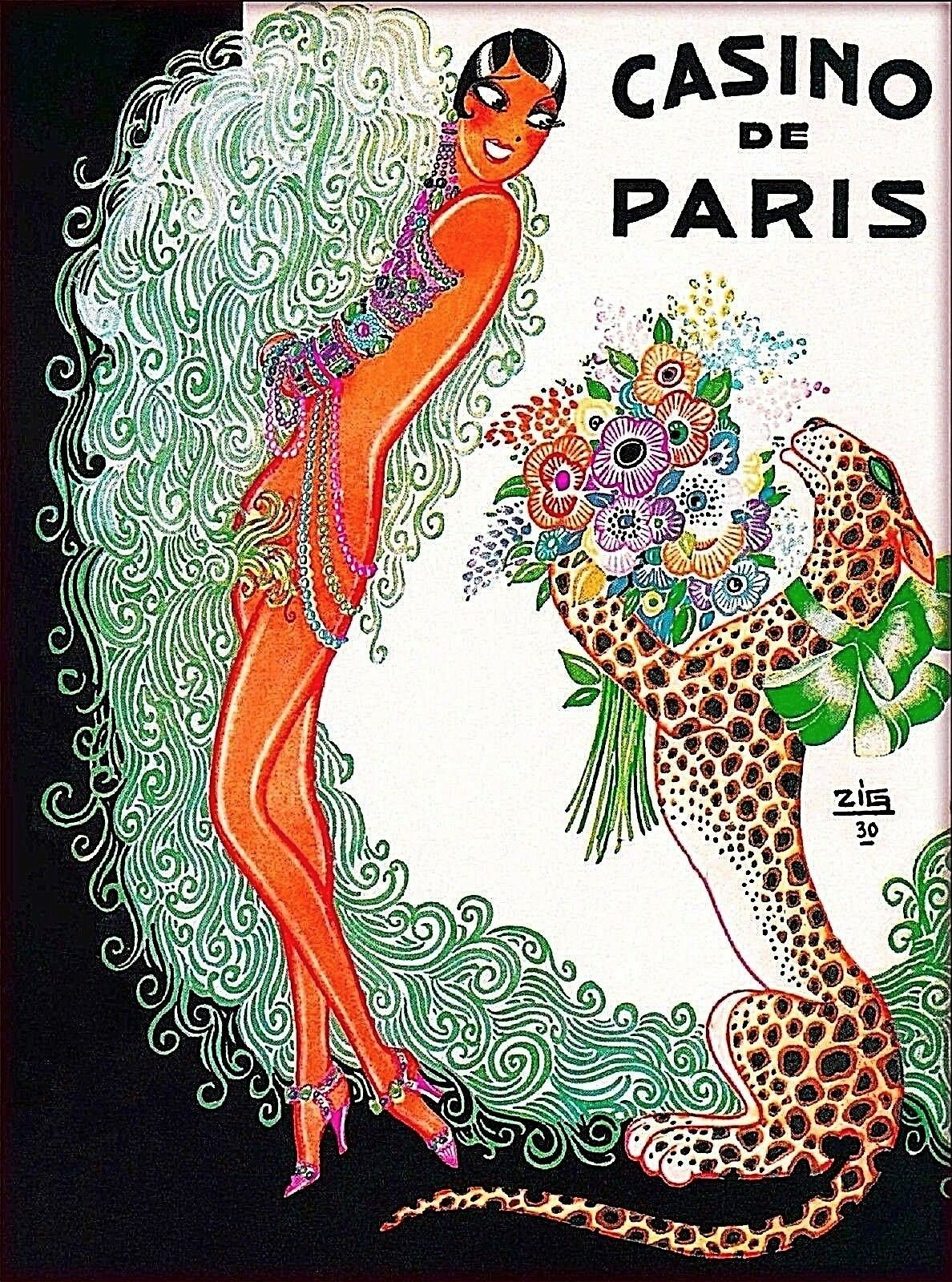
Joséphine Baker et son guépard au Casino de Paris
(affiche de Zig, 1930).

Henri Varna, directeur du Casino de Paris par l’intermédiaire de son imprésario Émile Audiffred, l’engage pour mener la revue de la saison 1930-1931 et lui achète un guépard, nommé Chiquita. En 1931, elle remporte un succès inoubliable avec la chanson J'ai deux amours composée par Vincent Scotto.
Entre 1928 et 1947, elle vit dans la villa « Le Beau-Chêne » au Vésinet.

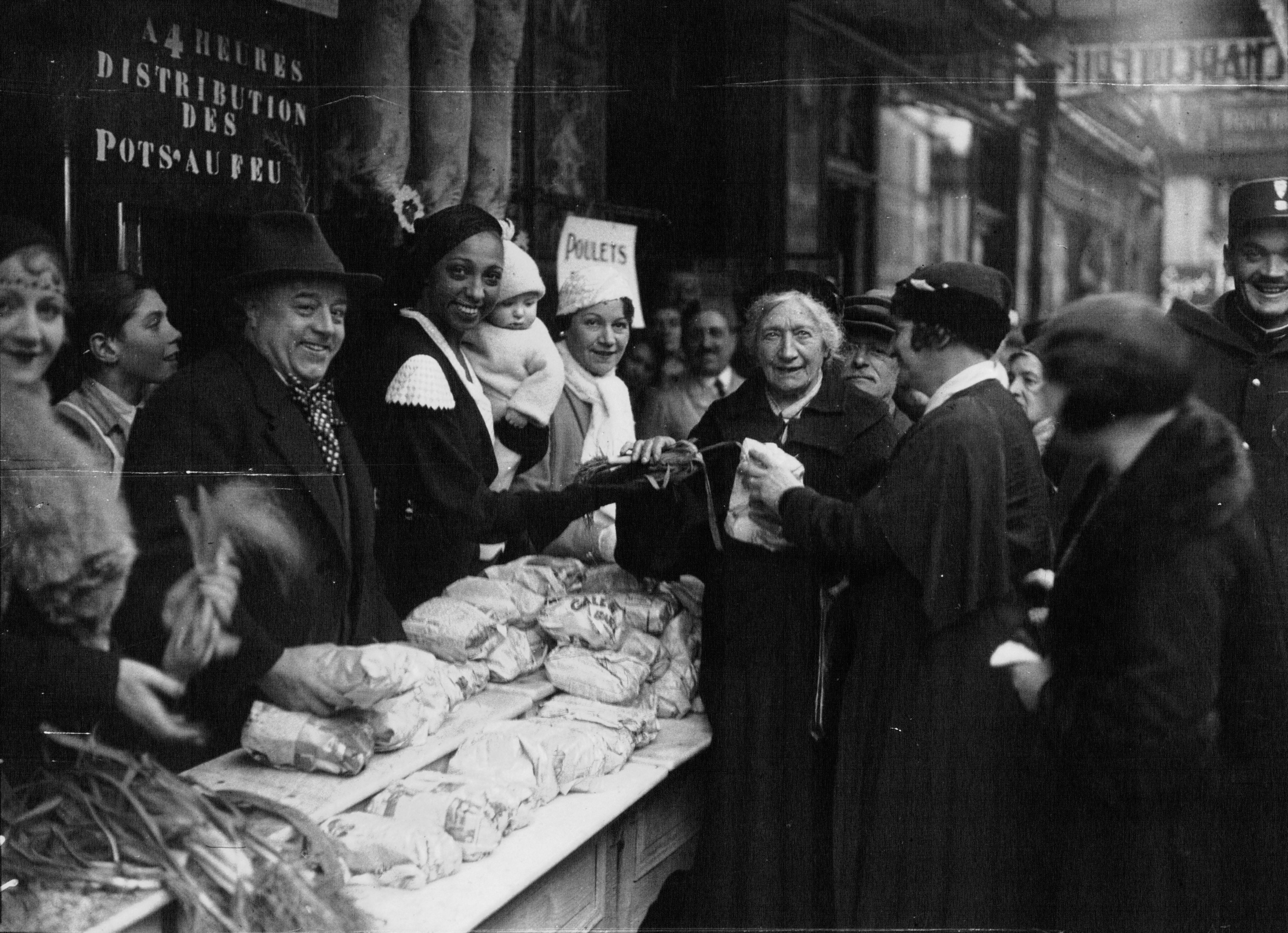
Joséphine Baker lors d'une distribution de pot-au-feu en 1932.

Après la Grande Dépression de 1929, le chômage explose en France dès 1931 : elle tient durant cette période un engagement social en participant à des soupes populaires pour les clochards de Paris ; dans le 18e arrondissement de Paris, en 1932, elle est la marraine du Pot-au-feu des Vieux, œuvre qui distribue des pot-au-feu, aux personnes âgées dans le besoin — un précurseur des Restaurants du Cœur.
Quelques rôles lui sont proposés au cinéma par des cinéastes, tel Marc Allégret. Elle tourne ensuite dans deux films qui lui sont consacrés et dont Abattino écrit le scénario : Zouzou, avec Jean Gabin et Yvette Lebon, puis Illa Meery, qui sera, un temps, la maîtresse du chef de la Gestapo française, Henri Lafont, et la fameuse chanson Fifine (composée par Vincent Scotto, Henri Varna et Émile Audiffred) puis Princesse Tam Tam qui ne rencontrent pas le succès espéré. Sur les planches du music-hall, en revanche, elle rassemble un plus large public en chantant et en dansant même le tango Voluptuosa de José Padilla Sánchez.
En octobre 1935, elle s'embarque à bord du paquebot Normandie pour une tournée d'un an aux États-Unis. Elle n'y rencontre pas la réussite escomptée. L'Amérique est sceptique et certains lui reprochent de parler parfois en français, ou en anglais avec un accent français. Pepito et Joséphine Baker se séparent après l’échec de ces Ziegfeld Follies.
Elle rentre en France en mai 1936, à nouveau à bord du Normandie, où elle se fait beaucoup d’amis. Elle acquiert la nationalité française en épousant, le 30 novembre 1937 à Crèvecœur-le-Grand, le jeune courtier en sucre Jean Lion, (la société Jean Lion et Compagnie existe encore), Giuseppe Abattino étant mort d'un cancer à l'automne 1936. Jean Lion est juif et aura à souffrir des persécutions antisémites. En 1937, le nouveau couple s'installe au château des Milandes à Castelnaud-Fayrac (aujourd'hui Castelnaud-la-Chapelle) en Dordogne. Elle surnomme la demeure son « château de la Belle au Bois dormant ». Elle reprend les tournées organisées par Émile Audiffred sous le label Audiffred & Marouani[réf. nécessaire].

Portraits
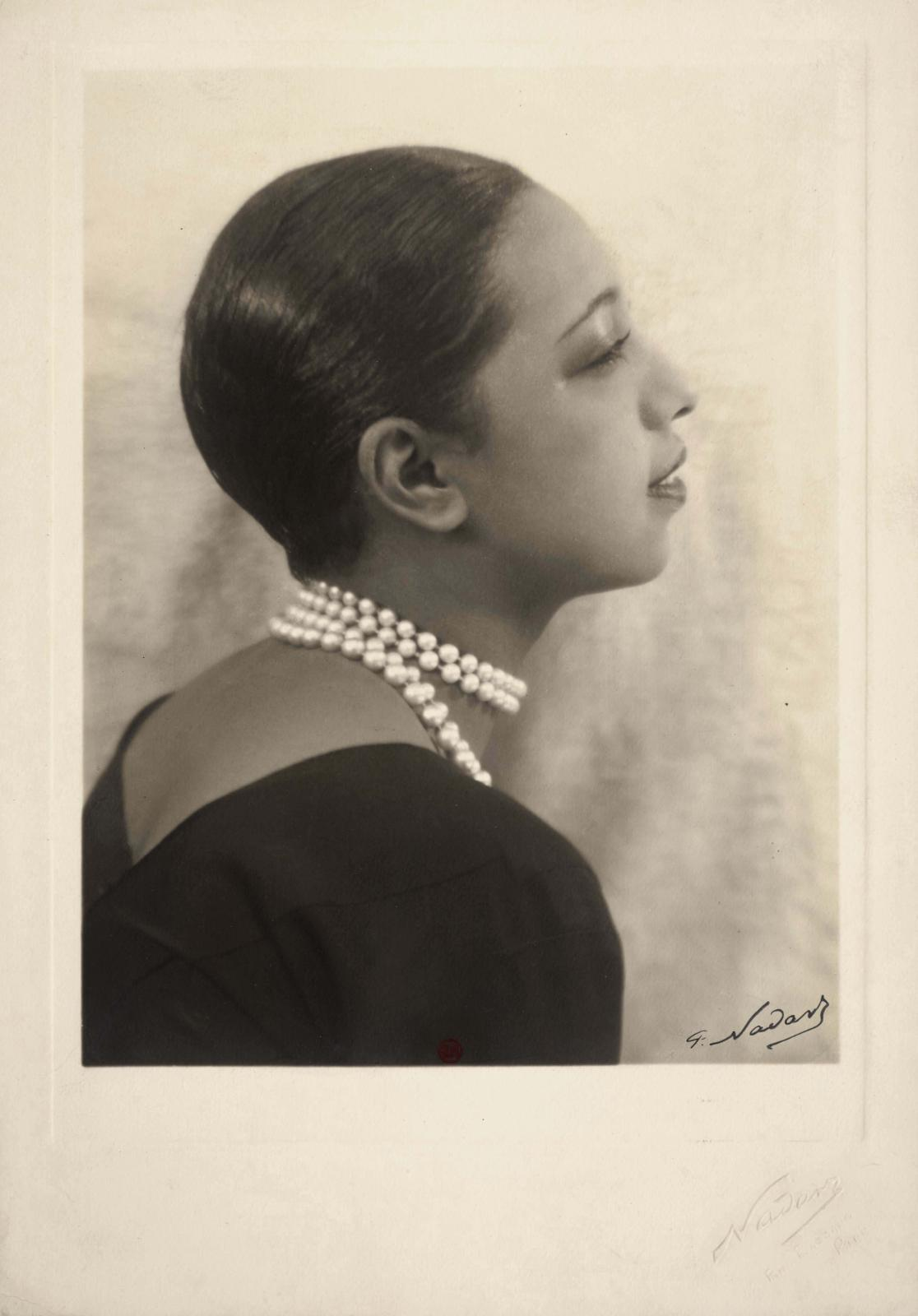
Joséphine Baker en 1930 (photo de Paul Nadar).
Joséphine Baker par Jean Chassaing (affiche, 1931).
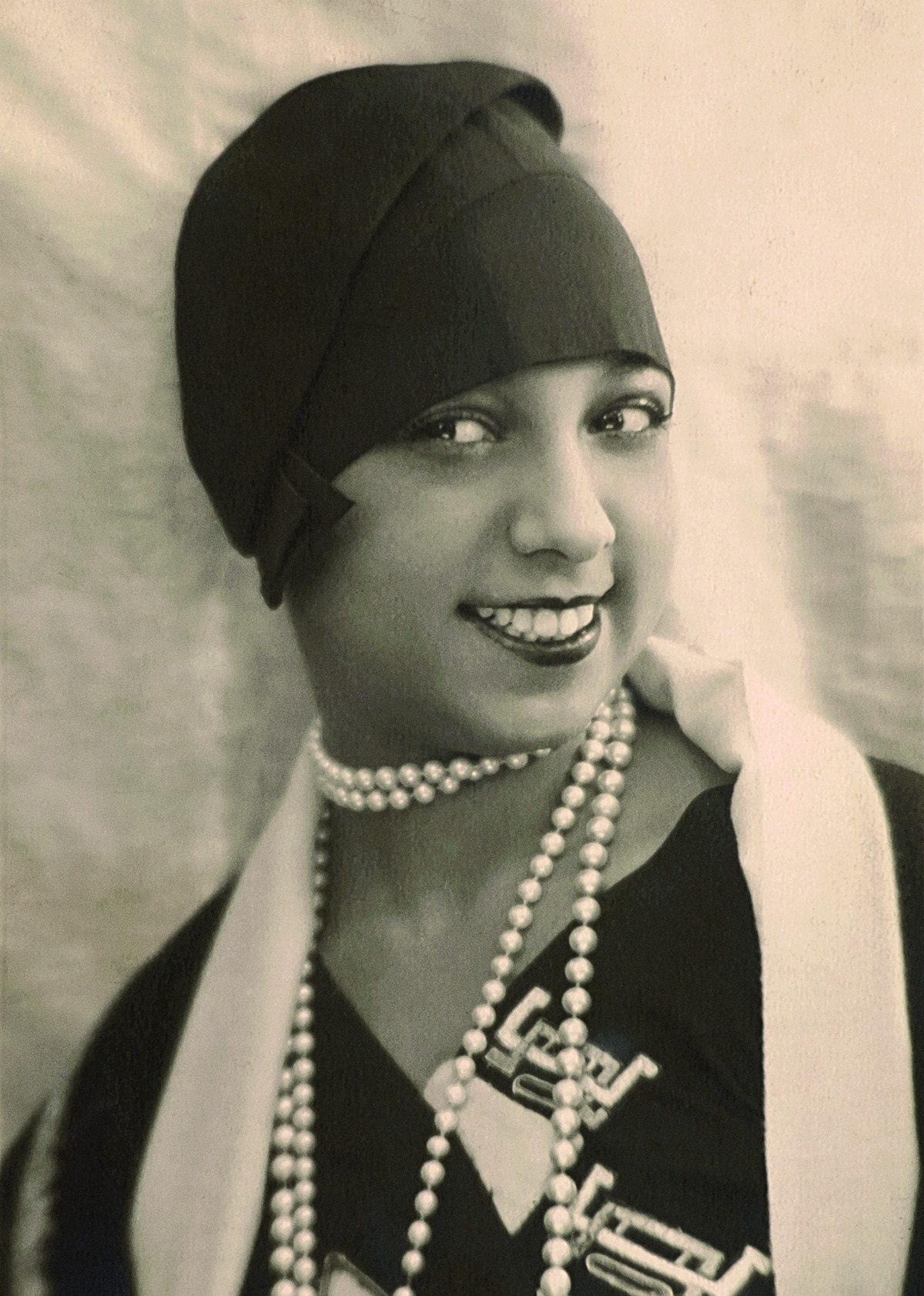
Joséphine Baker vers 1930 (photo de Paul Nadar).

### Seconde Guerre mondiale

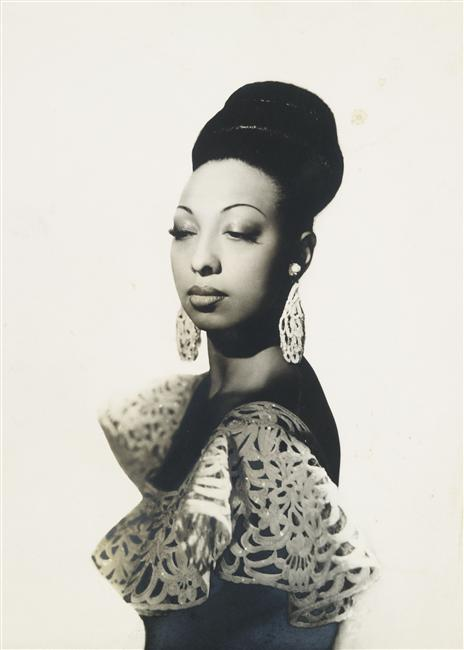
Joséphine Baker en 1939.

Au début de la Seconde Guerre mondiale, en septembre 1939, par le biais du frère de son imprésario Daniel Marouani, Joséphine Baker rencontre un officier de la section Allemagne des services de contre-espionnage français, Jacques Abtey, dont elle devient  honorable correspondant. Elle rapporte donc à Abtey, devenu son officier traitant, les informations qu’elle peut glaner dans les soirées mondaines. Par exemple, une semaine après son engagement, elle lui fait savoir qu’elle a appris à l'ambassade d'Italie que Benito Mussolini vient de décider de jouer Adolf Hitler contre la France. Selon Guy Penaud, il ne semble pas qu’elle ait réussi à collecter des renseignements de très grande valeur. Elle met également son talent musical à contribution en chantant pour les soldats alors au front. Joséphine participe également en tant qu’IPSA (infirmière pilote secouriste de l’air), affectée à la Croix-Rouge à la réception de réfugiés belges et hollandais.
Après la bataille de France, elle reste en lien avec Jacques Abtey, dont la position est souvent trouble, mais qui a gardé des liens avec les services de contre-espionnage dirigés par Paul Paillole. En raison de l'occupation allemande et de l'armistice du 22 juin 1940, ces services sont camouflés en Travaux ruraux,,. Jean-Luc Barré a pu écrire que Joséphine Baker a travaillé « avec les services secrets de la France Libre », formulation nécessairement erronée, les services secrets de la France de Vichy et le Bureau central de renseignements et d'action de la France Libre n'ayant fusionné — péniblement — qu'à partir de 1943. Guy Penaud a montré qu'aucun contact n'a existé avant 1943 entre Jacques Abtey et la France libre devenue en 1942 la « France combattante ». Il n'en est pas moins vrai qu'Abtey restera aux côtés de Joséphine Baker jusqu’à la Libération en France puis en Afrique du Nord.
Après l'armistice du 22 juin 1940, Joséphine regagne son château des Milandes où Abtey la rejoint avant de renouer avec Paillole, établi à Marseille. Le 25 novembre 1940, Joséphine part pour le Portugal en compagnie de Jacques Abtey. Paillole a remis à ce dernier un faux passeport au nom de Jacques Hébert « exerçant la profession d’artiste ». Le couple est censé être en transit pour le Brésil, où Joséphine Baker aurait un contrat à honorer. En fait, Abtey est missionné pour prendre contact avec l'Intelligence Service à Lisbonne. Paillole a évoqué un contact avec « Bill » Dunderdale,. En fait, ce dernier était à Londres et c'est le représentant du MI6 à Lisbonne, un certain Bacon, alias Joseph Richmond Stopford, que le couple Baker-Abtey rencontre. Abtey aurait remis à Bacon un ensemble d'informations écrites à l'encre sympathique, concernant les unités militaires allemandes en France.
À son retour de Lisbonne, Joséphine Baker revient à Marseille, où elle donne une série de galas organisés par Émile Audiffred, et du 24 décembre au 17 janvier 1941, elle joue le rôle de Dora dans La Créole à l’opéra de Marseille. Le 17 janvier 1941, elle s'embarqua sur un paquebot à destination d’Alger avec 28 malles et cages (pour ses divers animaux (chien, singes, oiseaux …). On ne sait pas clairement si cette migration en Afrique du Nord fut motivée par des considérations professionnelles ou si le couple Baker-Abtey y aurait été missionné par Paillole.
Le temps de donner quelques galas à Alger, Joséphine partit pour Casablanca, au Maroc, pour obtenir un visa auprès du consulat du Portugal où elle projetait de faire une tournée. Finalement, elle s’installe à Marrakech, d’abord à La Mamounia, puis dans un riad de la Médina. À Marrakech, elle fréquente assidûment Si Mohammed Menebhi, fils de l’ex-grand vizir.
De son côté, Abtey, dont on ne sait pas vraiment s’il travaille pour Paillole ou pour les Anglais, s’installe à Casablanca comme employé à la Compagnie chérifienne d’armement. Comme l’écrit Guy Penaud:

« À vrai dire, Jacques Abtey qui avait suivi sa « protégée » en Afrique du Nord, cherchait à l’accompagner lors d’une tournée de galas ou à contacter des services, fussent-ils étrangers, pour être rémunéré, ce que l’on comprend... »

Fin mars début avril, Joséphine Baker entreprend une tournée dans la péninsule ibérique, Portugal et Espagne. Abtey, qui n’a pas pu obtenir de visa, ne l’accompagne pas. Elle aurait été porteuse de documents que lui a remis Abtey, documents dont on ne connaît pas le contenu et la provenance. Sa tournée en Espagne dura trois semaines. Abtey a raconté que son voyage en Espagne  a été l’occasion de glaner des renseignements dans les ambassades et qu’elle aurait dissimulé ses notes dans ses sous-vêtements ; Abtey semble avoir maintenu quelques contacts avec Paillole,  sans que l’on sache exactement pour qui il travaille.

« Jacques Abtey était-il alors un « électron libre » ne dépendant plus d’aucun service secret ? On a vu qu’il fréquentait des officiels américains mais n’apparaissait plus dans l’organigramme des services spéciaux français et qu’il était fâché avec les Anglais qui ne voulaient plus le payer. Quel jeu jouait-il alors ? »

Du mois de juillet 1941 jusqu'en décembre 1942, Joséphine Baker a séjourné à la clinique Mers Sultan à Casablanca, à la suite d'une péritonite assortie de multiples complications. Elle reçut à la clinique de nombreuses visites, dont celles des vice-consuls américains Sydney L. Barrett d'abord et Kenneth W. Pendar (en) ensuite. Pendant son long séjour au Maroc, Joséphine s’était liée à un certain nombre de personnalités marocaines. 

« J’ai trois amis marocains merveilleux et profrançais. L’un est le premier calife et cousin germain du sultan, Moulay Larbi. L’autre est son riche beau-frère Mohammed Menebhi ; le troisième est Thami El Glaoui, le pacha de Marrakech. »

Si Mohammed Menebhi l’accompagnera lors de sa tournée en Jeep à travers toute l’Afrique du Nord et honorera de sa présence, en 1947, le mariage de Joséphine avec Jo Bouillon. Après sa maladie, Joséphine Baker se produit sur scène pour la première fois le 20 mars 1943, à Casablanca, lors de l’inauguration des clubs de la Croix-Rouge ouverts aux soldats alliés présents en Afrique du Nord à la suite du débarquement de novembre 1942. Le club dans lequel Joséphine a donné ce premier gala était réservé aux soldats américains de couleur car la ségrégation raciale  régnait alors au sein des armées américaines. Le soir même, elle fut reçue à Anfa par le général américain Mark Wayne Clark. 
À la suite de ce premier spectacle, Joséphine est engagée au célèbre cinéma-théâtre de Casablanca le Rialto, pour une série de concerts payants qui permettent de renflouer les caisses de la danseuse et ainsi de survivre jusqu’à la fin de la guerre car désormais, toutes les représentations qu’elle va donner seront bénévoles, comme  le dernier gala qu’elle donne au Rialto, le 30 avril 1943, au bénéfice de la Croix-Rouge, ou la tournée qu’elle effectue ensuite dans les camps de G.I.s américains en Algérie. En fait, il semble bien qu’elle a aussi chanté dans un certain nombre de galas payants. 
Fin mai 1943, après un certain nombre de galas donnés en Algérie pour les troupes alliées, elle chante pour la première fois depuis 1941 à Alger, sur la scène du Colisée. Le 13 août 1943, Joséphine participa à un grand gala à l’Opéra d’Alger sous la présidence effective du général de Gaulle. À la fin de la représentation, de Gaulle lui fit parvenir une petite croix de Lorraine en or. Elle aurait revendu cette médaille aux enchères quelques semaines plus tard au bénéfice de la Résistance. Peut-être ce cadeau était-il la conséquence de l’accord qu’elle avait donné à la fin du mois de juin au colonel Pierre Billotte d’effectuer une tournée de propagande auprès des troupes françaises.
La campagne de Tunisie s’étant achevée le 13 mai, à partir de cette date toute l’Afrique du Nord est donc aux mains des Alliés. Jusqu’en mai 1944, Joséphine sillonne l’Afrique du Nord et le Proche-Orient dans une longue tournée en jeep, de Marrakech au Caire, puis au Moyen-Orient, de Beyrouth à Damas, accompagnée de Jacques Abtey, de Mohammed Mennebhi et d'un certain Fernand Zimmer, très proche d'Abtey depuis novembre 1942. Cette tournée est chapeautée par le commandant Brousset, chef du 2e bureau de la 1re division française libre. Comme l'ensemble des unités des FFL[Quoi ?], à partir d'août 1943, la 1re division française libre a fusionné avec l'Armée d'Afrique pour devenir l'Armée française de la Libération, sous l'égide du Comité français de libération nationale. À la fin de l’année 1943, elle doit suspendre ses activités patriotiques et artistiques pendant quelques semaines pour se faire à nouveau soigner à Marrakech
À la suite d'un gala donné à Alger le 19 mai 1944 au bénéfice de l'Entr'aide de l'Aviation en présence du général René Bouscat, Joséphine Baker est officiellement engagée le 23 mai 1944 dans l'Armée de l'Air, comme « officier de propagande » avec le grade de sous-lieutenant. Cet engagement dans l'armée de l'air est à mettre en relation avec le fait qu'elle avait passé un brevet de pilote en 1938. Elle signe une déclaration d'abandon de sa solde au profit de l'hôpital complémentaire d'Alger. Avec une autorisation du général Bouscat de « revêtir une tenue bourgeoise », elle apparait pendant cette période aussi bien en uniforme qu'en tenue de scène. Sa supérieure directe est Alla Dumesnil.
Le 6 juin 1944, le Goéland C.445 qui la transporte en Corse, libérée depuis septembre 1943, dut effectuer un amerrissage forcé près du port de Chiavari. Les naufragés réfugiés sur le plan de l'appareil sont secourus par un détachement de Tirailleurs sénégalais.
Elle débarque à Marseille en octobre 1944,. Elle chante à Belfort le 20 novembre 1944 pour les troupes du général de Lattre de Tassigny.
À la Libération, elle poursuit ses activités pour la Croix-Rouge et chante pour les soldats et résistants près du front, suivant avec ses musiciens la progression de la 1re armée française. Elle est finalement démobilisée le 1ᵉʳ septembre 1945. 
Ses activités durant la guerre lui vaudront, après les hostilités, la médaille de la Résistance française avec rosette (par décret du 5 octobre 1946) - remise le 8 octobre 1946 vers 18 heures, alors hospitalisée à l'hôpital américain de Neuilly, par le colonel Guy Baucheron de Boissoudy et, le 19 août 1961, les insignes de chevalier de la Légion d’honneur et la croix de guerre 1939-1945 avec palme qu’elle reçoit des mains du général Martial Valin, à la suite de l'intervention du ministre de la Défense Jacques Chaban-Delmas.

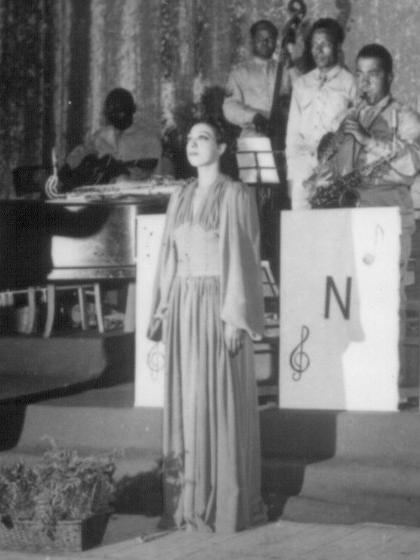
Joséphine Baker sur scène à Oran en 1943.
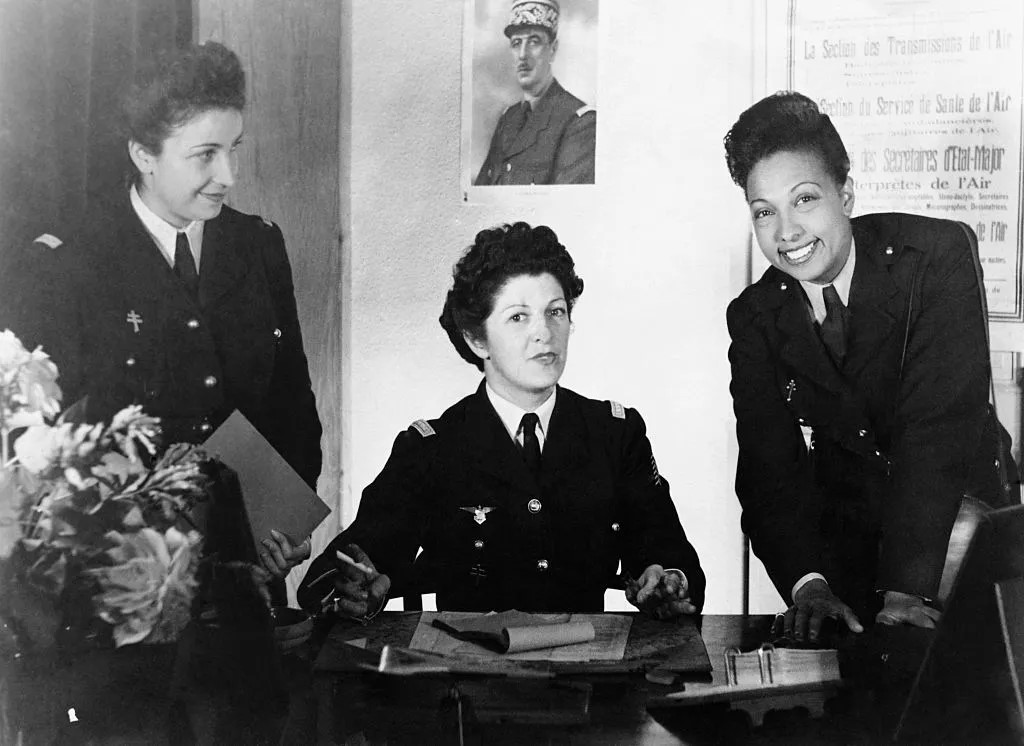
Joséphine Baker à Alger en 1944.
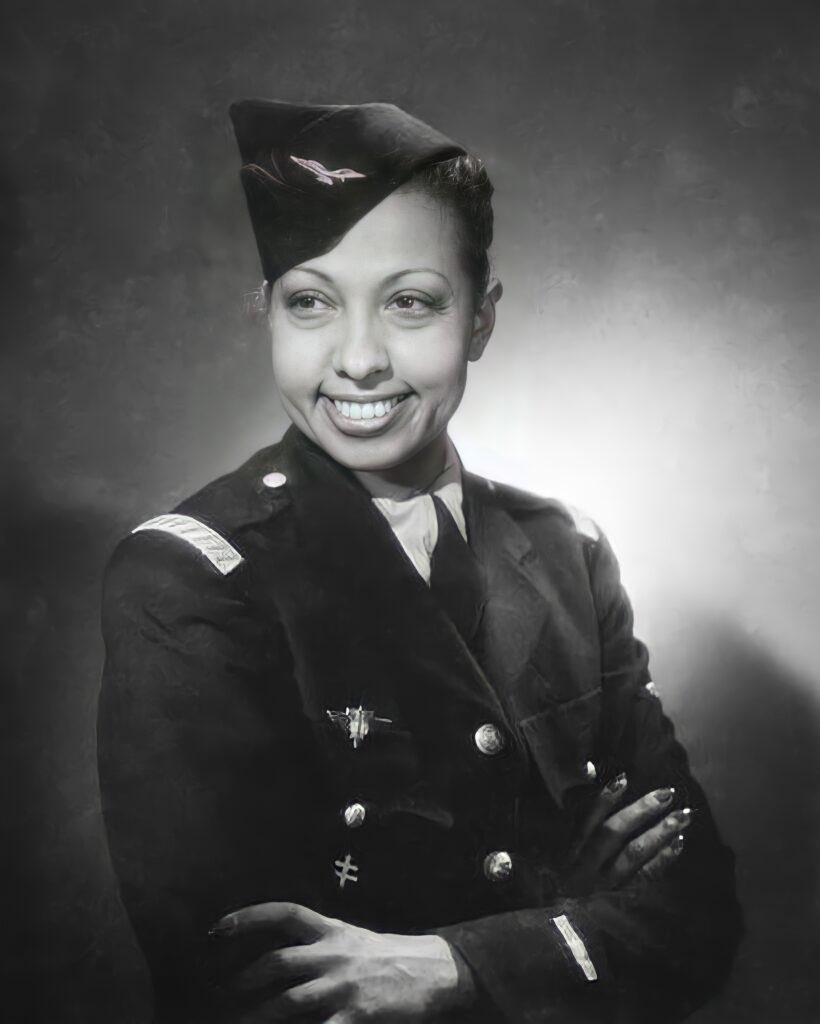
Joséphine Baker portant son uniforme de l'Armée de l'air française en 1948.

### Ambassadrice de la haute couture française
Joséphine Baker est l’une des premières ambassadrices de la haute couture française, « spécialement après la Seconde Guerre mondiale. La France était très pauvre, il n’y avait donc pas beaucoup d’argent pour promouvoir la haute couture française. Cependant, Joséphine Baker était une très bonne amie de Christian Dior et de Pierre Balmain et ils adoraient l’habiller. Revenue des États-Unis en 1949-1950, Joséphine a porté — dans un spectacle, sur scène — ces robes fabuleuses ».

### Rêve d’une fraternité universelle

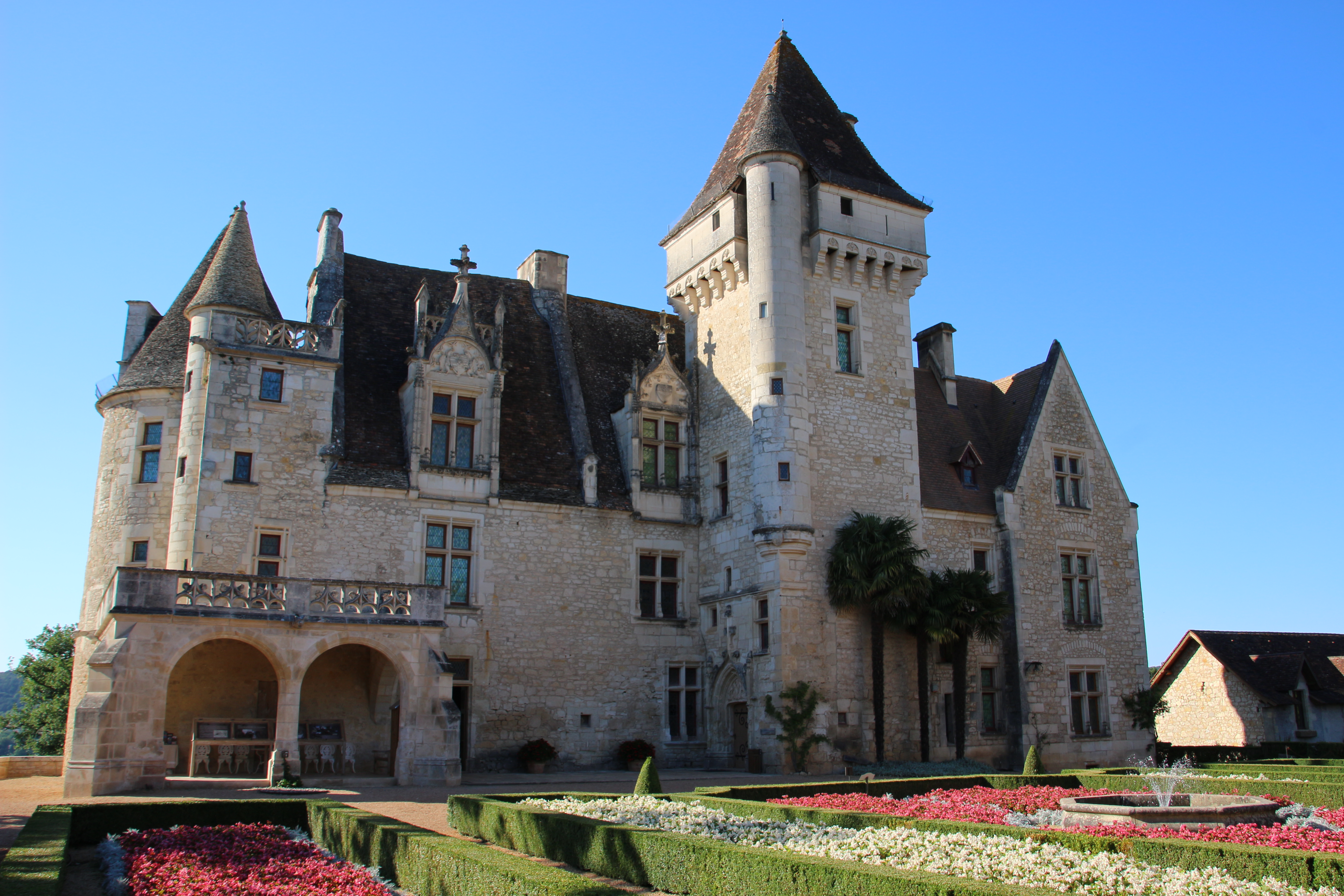
Château des Milandes, demeure de Joséphine Baker à compter de 1937.

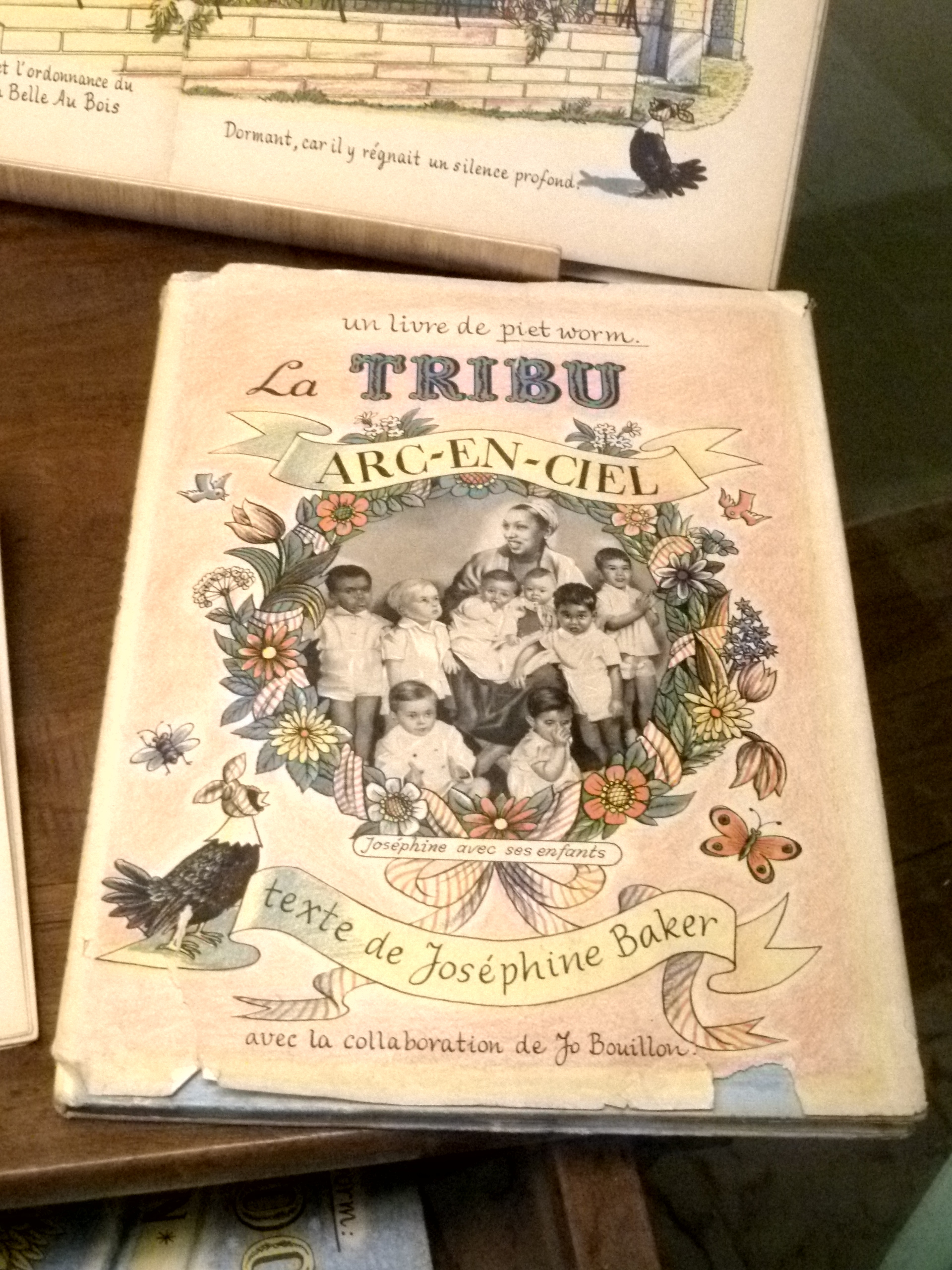
Couverture du livre pour enfants La Tribu arc-en-ciel, 1957.

Après une grossesse à l’issue de laquelle Joséphine Baker accouche d’un enfant mort-né, elle contracte une grave infection post-partum et doit subir une hystérectomie à Casablanca en 1941.
Avec Jo Bouillon, qu’elle épouse en 1947, elle achète le château des Milandes en Dordogne, qu’elle loue depuis 1937 et où elle vivra jusqu’en 1969. Elle y accueille douze enfants de toutes origines, qu’elle a adoptés et qu’elle appelle sa « tribu arc-en-ciel »,,,.
Séparée de Jo Bouillon en 1957, elle engloutit toute sa fortune dans le domaine des Milandes, où elle emploie un personnel nombreux, et doit multiplier les concerts pour poursuivre son œuvre.

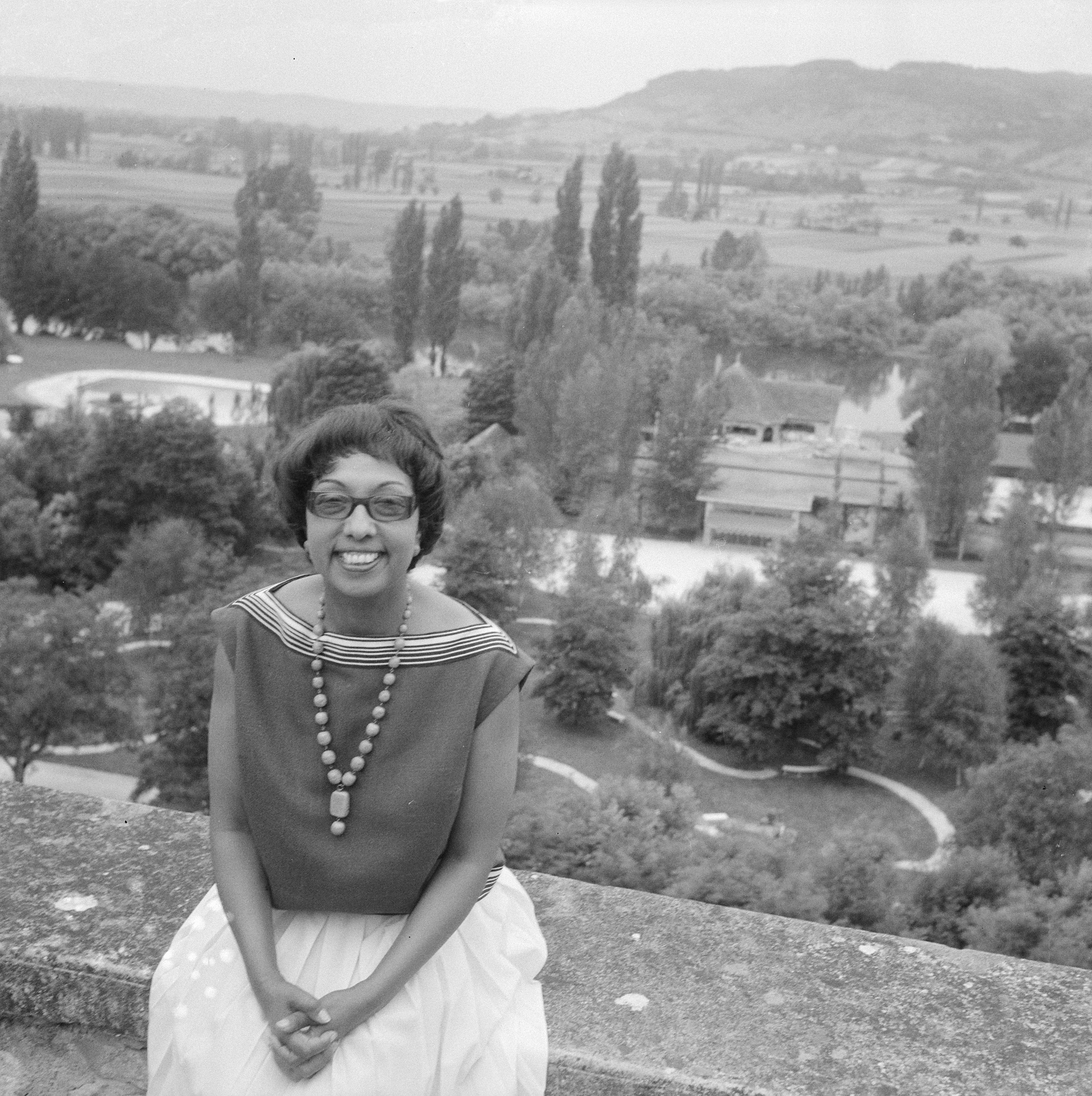
Joséphine Baker en 1961 au château des Milandes.
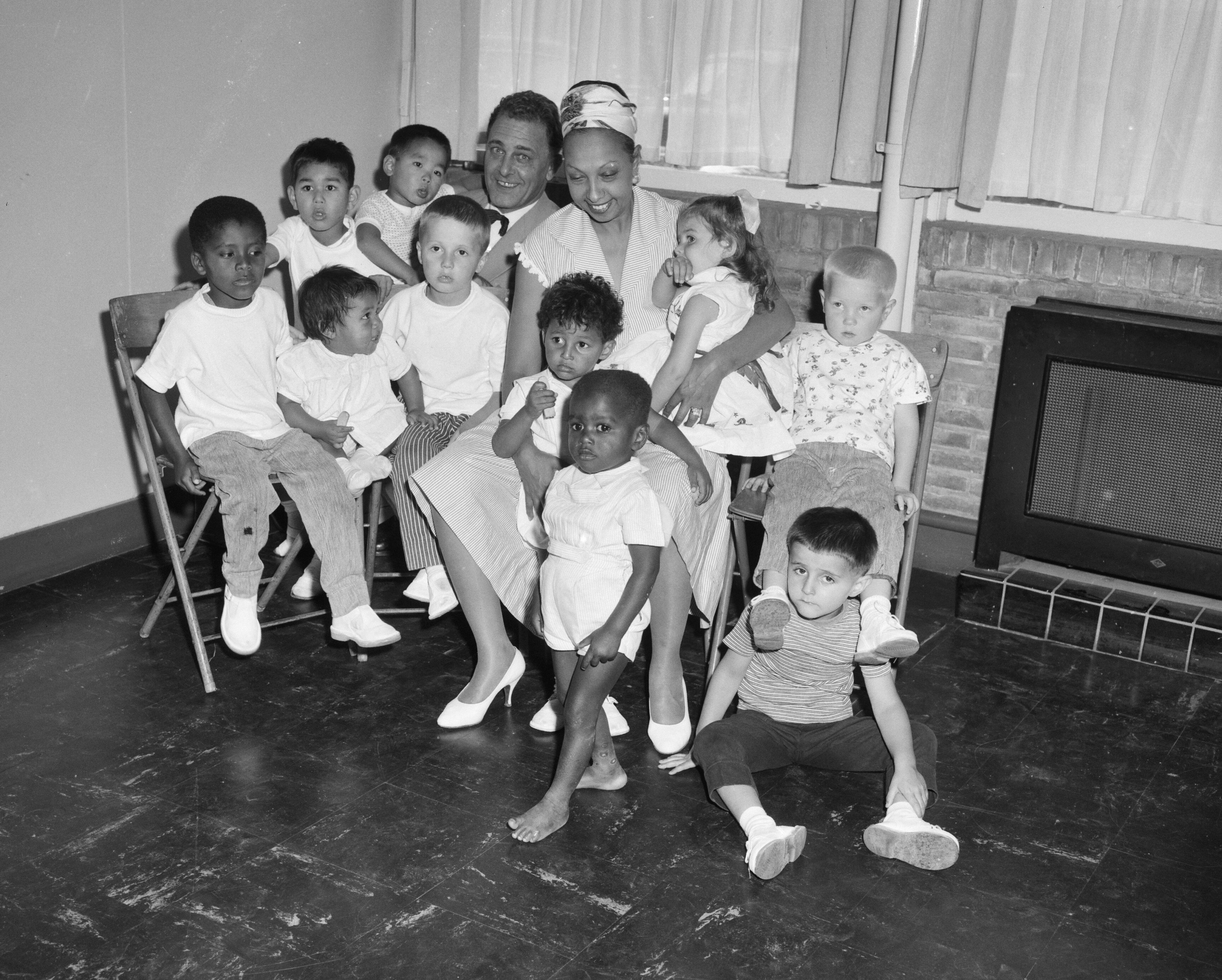
La « tribu arc-en-ciel » en 1959.

### Cause des Afro-Américains
Elle retourne aux États-Unis en 1947 et 1951 pour tenter de renouer avec le succès. Elle y est victime de ségrégation raciale, notamment lors de l'incident du Stork Club, le 16 octobre 1951 : alors qu’elle accuse le journaliste présent, Walter Winchell, de ne pas l'avoir défendue, ce dernier, agacé, décide de briser sa réputation, la traitant de communiste, d’ennemie du peuple noir.
En 1955, elle amplifie en Europe la vague d’indignation soulevée par le meurtre (dans le comté de Tallahatchie au Mississippi, États-Unis) du jeune Afro-Américain Emmett Till, suivi de l'acquittement des deux assassins, puis de leurs aveux cyniques après le jugement, une fois assurés de l'impunité.
Dans les années 1960, elle milite contre la politique d'apartheid instaurée en Afrique du Sud et retourne aux États-Unis pour soutenir le mouvement des droits civiques du pasteur Martin Luther King. Elle participe, en 1963, à la Marche sur Washington pour l’emploi et la liberté organisée par Martin Luther King, lors de laquelle elle prononce un discours, vêtue de son ancien uniforme de l'Armée de l'air française et de ses médailles de résistante,. À cette époque, elle est engagée dans l'action de la Ligue internationale contre l'antisémitisme (LICA, qui deviendra la LICRA en 1980),,. Son rapprochement, en 1938, de la LICA traduit sa sensibilité au sort des Juifs, notamment son mari, confrontés à un antisémitisme croissant.

### Cuba

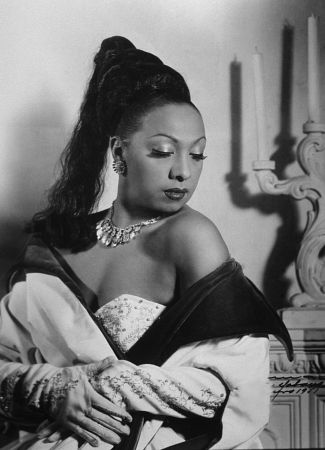
Josephine Baker à La Havane, Cuba en 1950, par Rudolf Suroch.

En 1931, l'écrivain Alejo Carpentier publie un article où il rend compte de l’influence de la rumba cubaine sur les chansons de Joséphine Baker. Lors de ses tournées en Amérique latine, la chanteuse se produit à Cuba en 1950, en janvier 1951 puis en janvier 1952, mais lors de cette dernière date, elle est confrontée au racisme quand on lui refuse une chambre à l’hôtel Nacional. Deux mois plus tard, Fulgencio Batista revient au pouvoir par un coup d’État. Joséphine Baker s’était alors engagée à créer une organisation en Amérique latine contre le racisme : proche du couple présidentiel argentin, Juan et Eva Perón, elle ouvre une antenne à Buenos Aires et cherche à essaimer dans le sous-continent, notamment à Cuba. Elle est reçue par Batista, mais celui-ci, mis en garde par le Federal Bureau of Investigation (FBI) et la mafia, la traite avec mépris. Le fait que des militants anti-Batista assistent à ses shows n’aide pas sa situation. Le 13 février 1953, alors qu’elle est de nouveau en tournée à La Havane, se tient une manifestation étudiante sur le Malecón, violemment réprimée par le régime, et un jeune homme est tué. Sa dépouille est déposée dans le grand amphithéâtre de l’université et Joséphine s’y rend afin d’assister à la veillée funèbre. Le lendemain, le corps est emmené au cimetière lors d’un défilé de plusieurs dizaines de milliers de manifestants, conduit par Fidel Castro. Joséphine Baker aurait ensuite décidé d’offrir les bénéfices d’un concert au parti castriste. Le 18 février, elle est arrêtée par les services de renseignement militaire de Batista, interrogée et finalement relâchée grâce à des diplomates français. Questionnée sur son prétendu communisme, elle nie, même si le FBI indique qu’elle s’était produite pour la SFIO pendant le Front populaire et qu’elle avait effectué une tournée en URSS en 1936. Si elle finit sa tournée le même mois au Teatro Campoamor, elle promet de ne plus revenir à Cuba tant que le régime de Batista ne sera pas tombé.
De décembre 1965 à janvier 1966, elle est invitée à Cuba par Castro, qui a pris le pouvoir quelques années plus tôt. D’autres personnalités sont présentes, comme les écrivains Alberto Moravia et Mario Vargas Llosa et le couple Régis Debray et Elizabeth Burgos. Il se tient alors à La Havane un événement d’importance, un rassemblement de dirigeants du tiers monde (d’Afrique, d’Asie et d’Amérique latine), la Conférence tricontinentale, qui vise à émanciper ces pays des sphères d’influence soviétique et chinoise. Le FBI de J. Edgar Hoover, qui dispose d’un dossier sur Joséphine Baker à cause de son soutien aux Afro-Américains, pourrait avoir pensé qu’elle y était l’envoyée du général de Gaulle, dans un contexte où la France envisage de faire sortir son pays de l’OTAN. De même, le contre-espionnage cubain cultive des doutes. En réalité, sa présence est, elle l’affirme, la poursuite de ses engagements antiracistes. Elle déclare ainsi, dans une interview au quotidien Granma : « La Tricontinentale, c'est formidable avec ces gens de tous les pays, toutes les langues, toutes les couleurs. C'est une chance inouïe d'avoir un public pareil. Toute la race humaine réunie en une seule famille. » Avant le début de la conférence, elle rencontre Fidel Castro, et le met en garde sur le fait qu’on va essayer de l’assassiner. On ne sait pas de qui elle tient cette information, mais il est à noter qu’au même moment, des réseaux anti-Castro et des tentatives d’attentat sont neutralisés. Elle se fait remarquer pour son enthousiasme politique, chantant au siège de la délégation du Nord-Vietnam, se faisant acclamer place de la Révolution et jouant au Teatro Garcia Lorca devant Castro. L’une de ses prestations est même diffusée en direct à la télévision cubaine et elle enregistre un disque. Avant son départ, Castro l’invite à se rendre à la baie des Cochons, où un débarquement soutenu par les États-Unis avait échoué en 1961. Devant les journalistes, elle déclare : « Je suis heureuse d'avoir été le témoin du premier grand échec de l'impérialisme américain ! ».
Elle quitte l’île à la fin du mois, mais promet de revenir en juillet, invitée par Castro à y passer ses vacances avec ses enfants. Victime de problèmes de santé à l’intestin, elle est hospitalisée à son retour à l’hôpital américain de Paris. De Gaulle lui envoie une immense gerbe de fleurs. L’été, elle retourne donc à Cuba et retrouve le chef de l’État cubain. On lui remet un brevet de lieutenant des forces armées révolutionnaires cubaines. En 1967, après la mort de Che Guevara, elle écrit une lettre de condoléance à Castro.
Son fils, Brian Bouillon-Baker, rapporte que Joséphine Baker voyait le communisme comme « la plus belle des idées » et s’intéressait particulièrement à Cuba « parce que c’est un pays qui mettait un point d’honneur à l’éducation et aux soins des plus jeunes. De plus, c’était une société métisse et fraternelle. Pour Joséphine Baker, cela répondait à l’idéal communiste et à l’idée qu’elle s’en faisait. »

### Franc-maçonnerie
Joséphine Baker est initiée, le 6 mars 1960, au sein de la loge maçonnique « La Nouvelle Jérusalem » de la Grande Loge féminine de France. Elle en est radiée en décembre 1964 pour défaut d'assiduité aux réunions et de paiement de la cotisation,.

### Années difficiles

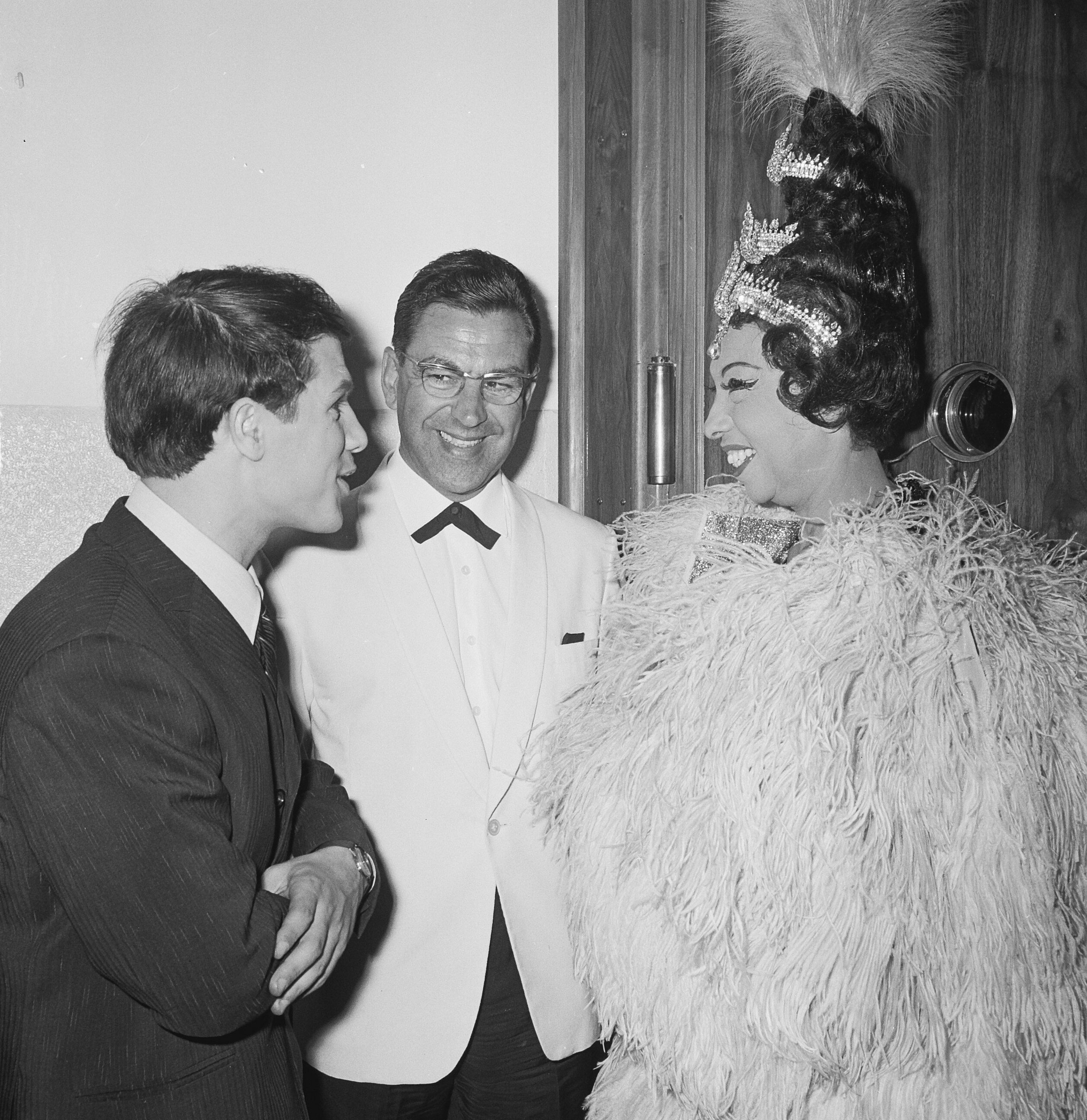
Salvatore Adamo, Lou van Rees et en costume de scène Joséphine Baker au Grand Gala du disque, le 4 octobre 1964, au Concertgebouw à Amsterdam.

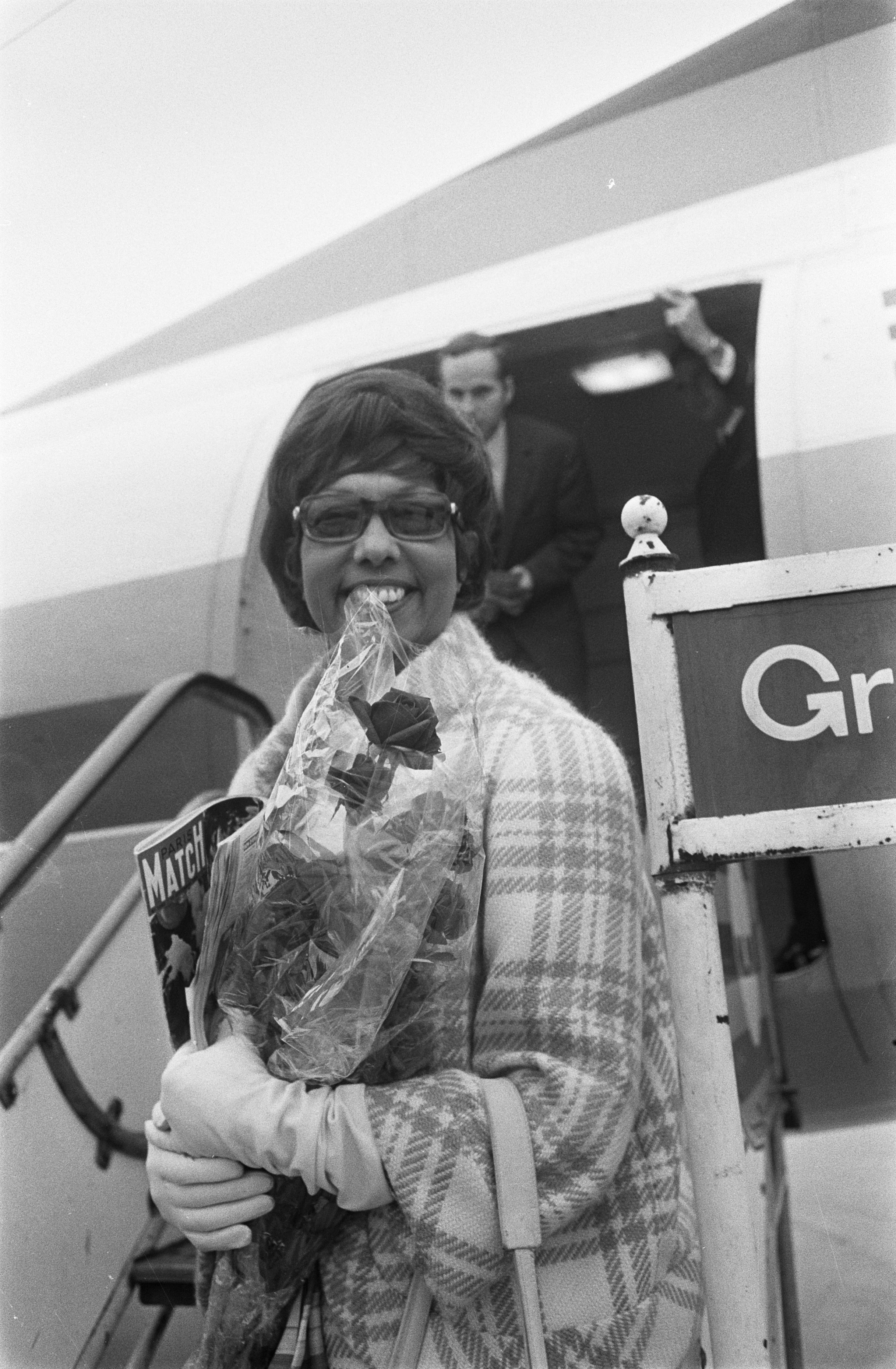
Le 10 septembre 1969 à l’aéroport d'Amsterdam-Schiphol.

En juin 1964, Joséphine Baker, criblée de dettes et ayant des problèmes avec le fisc, lance un appel pour sauver sa propriété de Dordogne, où vivent ses enfants ; la mise en vente aux enchères du château est annoncée.
Émue et bouleversée par sa détresse, Brigitte Bardot participe immédiatement dans les médias au sauvetage et envoie un chèque important à cette collègue qu’elle ne connaissait pourtant pas directement,.
Lors de Mai 68, elle participe en tête de cortège à la grande manifestation de soutien à de Gaulle sur l’avenue des Champs-Élysées.
Cependant, le château est finalement vendu pour un dixième de sa valeur en 1968. Après avoir dû vivre dans la seule cuisine et même passer une nuit dehors devant la porte, elle obtient un sursis qui lui permet de rester dans les lieux jusqu’au 15 mars 1969.
Jean-Claude Brialy la produit dans son cabaret La Goulue régulièrement à Paris. À la suite de son expulsion du château des Milandes, elle est hospitalisée, mais trouve rapidement les forces nécessaires pour assurer le spectacle. Le lundi, son jour de relâche, elle honore des engagements à Bruxelles, Copenhague, Amsterdam ou Berlin.
Alors que Joséphine Baker est pratiquement ruinée, la princesse Grace de Monaco, amie de la chanteuse, d’origine américaine et artiste comme elle, lui avance les fonds nécessaires à l'acquisition d'une grande maison à Roquebrune. Elle l'invite à Monaco pour des spectacles de charité,. Aidée aussi par la Croix-Rouge, Joséphine Baker remonte sur la scène parisienne de l’Olympia en 1968, puis à Belgrade en 1973, au Carnegie Hall en 1973, au Royal Variety Performance, au Palladium de Londres en 1974. À Paris, elle est au Gala du cirque en 1974.
Le 24 mars 1975, pour célébrer ses cinquante ans de carrière, elle inaugure la rétrospective Joséphine à Bobino, dont le prince Rainier III et la princesse Grace figurent parmi les mécènes. Dans la salle se trouvaient, entre autres, Alain de Boissieu, gendre de Charles de Gaulle, Sophia Loren, Mick Jagger, Mireille Darc, Alain Delon, Jeanne Moreau, Tino Rossi, Pierre Balmain et la princesse Grace de Monaco, invitée d’honneur. Le spectacle, pour lequel toutes les places avaient été vendues des semaines à l’avance, ne recueillit pratiquement que des critiques extasiées[réf. nécessaire]. Après le spectacle, deux cent cinquante personnes étaient invitées à souper au Bristol.
Elle retrouve son appartement parisien le 9 avril 1975 alors que le rideau vient de tomber devant une salle enthousiaste pour sa quatorzième représentation. Le lendemain matin, 10 avril, Joséphine Baker, victime d’une attaque cérébrale (hémorragie), est transportée dans un coma profond à l’hôpital de la Pitié-Salpêtrière, où elle meurt le 12 avril à l'âge de 68 ans.

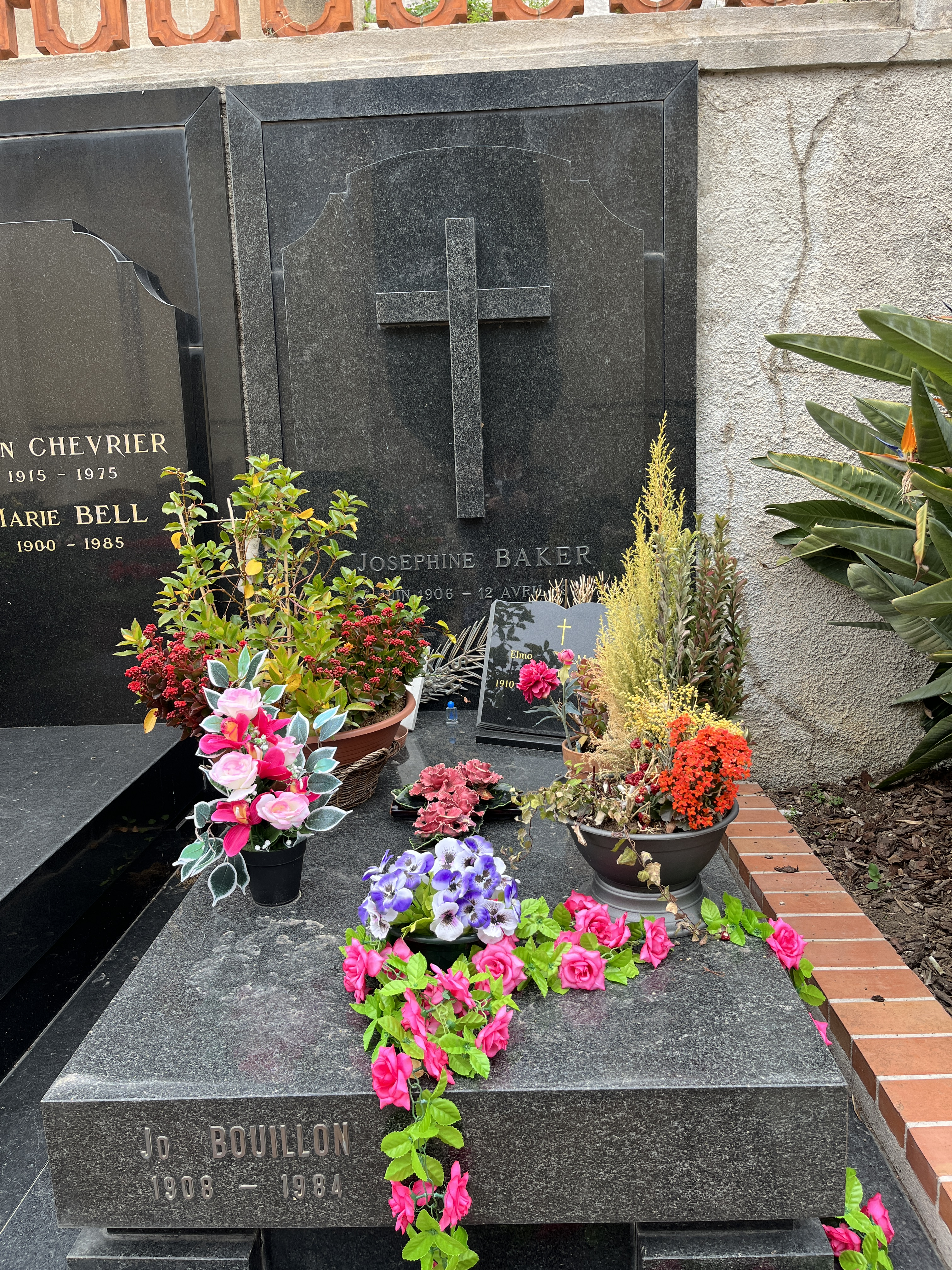
Sépulture de Joséphine Baker au cimetière de Monaco.

Elle reçoit les honneurs militaires et des funérailles catholiques sont célébrées le 15 avril 1975 à l’église de la Madeleine, à Paris. Après des obsèques, le 19 avril 1975, à l’église Saint-Charles de Monte-Carlo, elle est enterrée au cimetière de Monaco,,,.

## Artiste

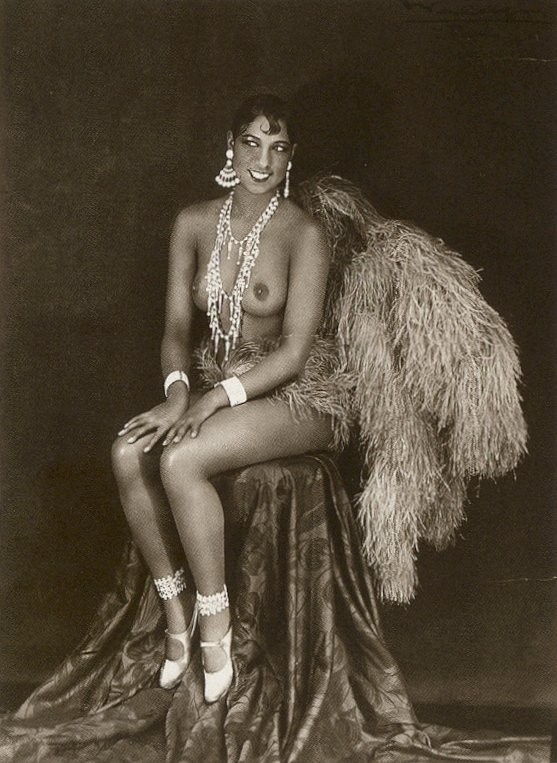
Joséphine Baker en 1927.

Bien qu’initialement, Joséphine Baker ait été perçue comme une sensation exotique, une charmante Afro-Américaine au déhanchement incroyable, elle a su se forger une solide réputation dans les hautes sphères de la société parisienne, pour qui elle en vint à incarner le personnage d’une Vénus d’ébène. Elle a su intelligemment se servir de cette image et la manipuler à sa guise, façonnant elle-même son personnage public synonyme d’émancipation, symbolisant toute forme de liberté (du swing jusqu’aux droits civiques, en passant par la lutte contre le fascisme) et ne définissant sa destinée qu’à sa façon.
Jean-Gabriel Domergue la peignit nue dans un tableau (1936) qui passa en vente publique à Lille le 28 mars 1999.
Contrairement à son pays d’origine, les États-Unis, où la ségrégation raciale a contrarié ses ambitions artistiques, Joséphine Baker a bénéficié, en France, d’une négrophilie ancienne et répandue durant l’entre-deux-guerres. Dans ses prestations scéniques, elle a projeté un imaginaire colonial dans lequel le corps de la femme noire est érotisé, conformément aux stéréotypes raciaux européens de l’époque.
À l’exotisme, attendu par son public et dont elle a assumé la promotion, la danseuse a cependant ajouté des facéties, dans la lignée de ses prédécesseurs Miss Lala, une artiste de cirque, et le clown Chocolat. Restituant dans ses danses les qualités supposées propres aux peuples dits « primitifs », tout en tournant en dérision un symbole raciste comme la banane, la « première icône noire » a construit une personnalité ambivalente, répondant aux clichés du public, et critiquée par des personnalités telle l’intellectuelle noire Paulette Nardal qui lui reproche de conforter les poncifs raciaux essentialisant la femme noire.

## Vie amoureuse

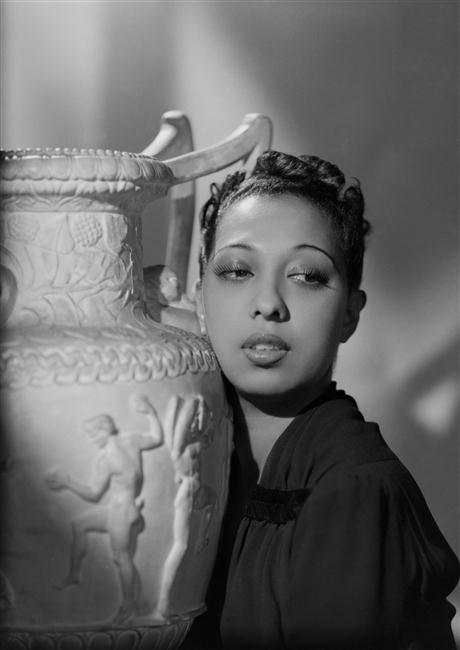
Joséphine Baker en 1940 (photo studio Harcourt).

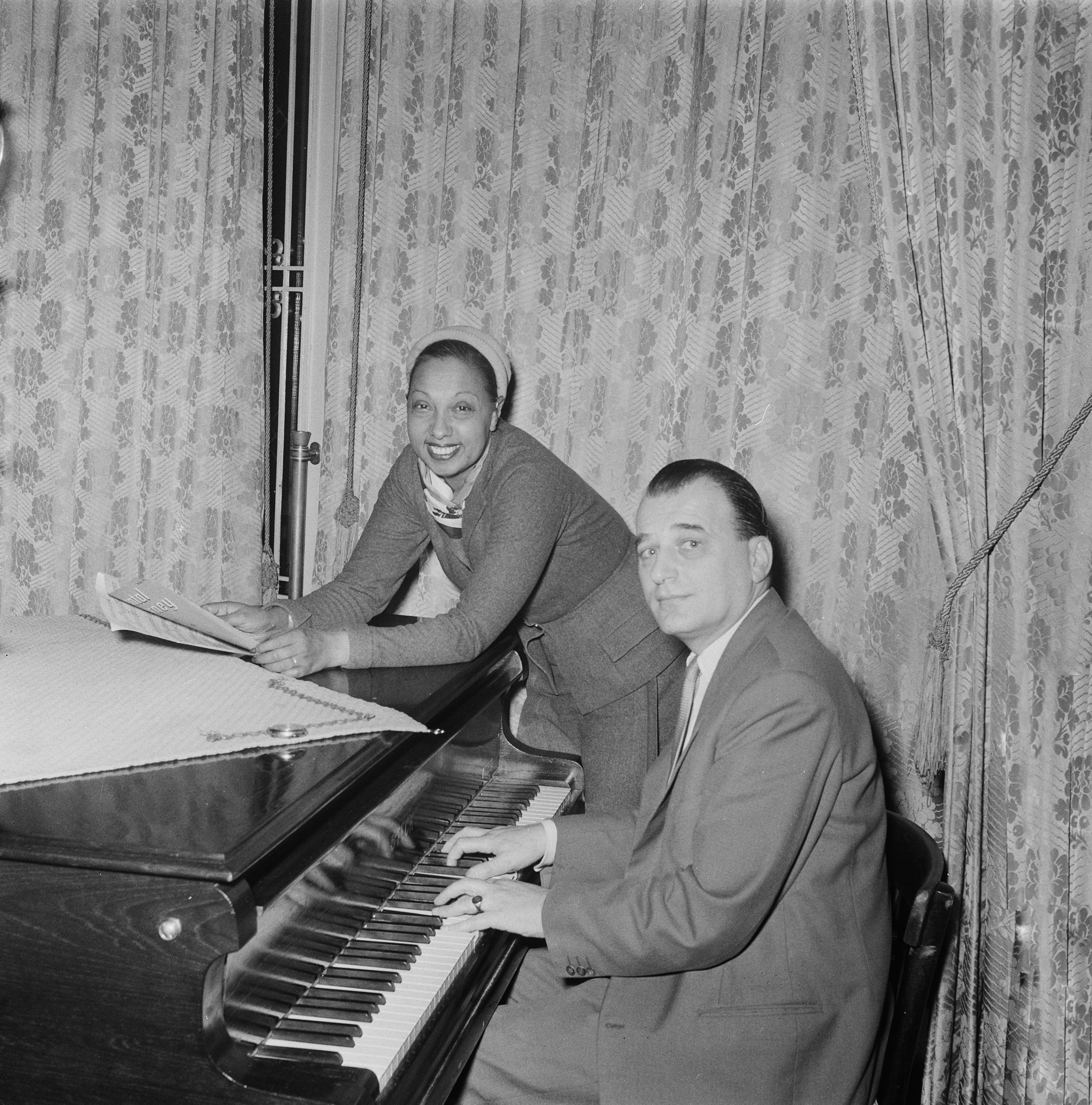
Joséphine Baker et Jo Bouillon à Amsterdam en 1954.

Mariée cinq fois, la vie amoureuse de Joséphine Baker fut assez tumultueuse. Parmi les différents « hommes de sa vie », on peut évoquer :
- Willie Wells : 1919-1920 (séparation). Elle se marie, à treize ans, avec cet ouvrier fondeur et travaille comme serveuse. Leur union se termine avec la bouteille que Joséphine lui fracasse sur la tête.
- William Howard Baker : 1921-1923 (séparation). Suivant dans le nord des États-Unis la troupe des Dixie Steppers, elle épouse, à quinze ans, William Baker, garçon chez Pullman, à Philadelphie. Elle le quitte pour partir pour Paris, conservant son nom qui passe ainsi à la postérité.
- Giuseppe (dit « Pepito ») Abatino : 1926-1936. L’union entre l’actrice et ce tailleur de pierre italien se prétendant comte n’a jamais eu de fondement légal. Il organise pour elle une tournée mondiale qui débute en mars 1928. Autriche, Hongrie, Yougoslavie, Danemark, Roumanie, Tchécoslovaquie, Allemagne, Pays-Bas, Argentine, Chili, Uruguay, Brésil : partout, son passage suscite la controverse, aiguisant sa popularité et contribuant fortement à la vente de ses disques et de ses Mémoires. L’échec des Ziegfeld Follies précipite leur rupture.
- En 1929, sur le bateau qui les ramenait du Brésil, l’architecte Le Corbusier eut un coup de foudre pour Joséphine Baker. Il reste de leur rencontre des dessins de Joséphine réalisés par l’architecte, encore célibataire à cette date, mais il semble bien qu’une éventuelle liaison reste du domaine de la légende.
- Jean Lion : 1937-1940 (divorce). En épousant, le 30 novembre 1937 à Crèvecœur-le-Grand, ce jeune courtier juif de vingt-sept ans qui a fait fortune dans le sucre raffiné, Joséphine reçoit la nationalité française.
- Jo Bouillon : 1947-1961 (séparation en 1957, divorce en 1961). Ce chef d'orchestre originaire de Montpellier accompagne Georgius, Mistinguett, Maurice Chevalier et Joséphine à Paris et en tournée. Elle vit avec lui aux Milandes. En 1941, elle avait été victime d'une fausse couche, suivie d'une hystérectomie[106]. Alors, ils forment et réalisent ensemble leur projet d’adopter des enfants de nationalités différentes, afin de prouver que la cohabitation de « races » différentes peut fonctionner. Ils adoptent douze enfants, qui deviendront sa « tribu arc-en-ciel »[107] : 
  - Marianne (née en France) ;
  - Stellina (née en France d'origine marocaine) ;
  - Jeannot (né en Corée) ;
  - Akio (né au Japon) ;
  - Luis (né en Colombie) ;
  - Jarry (né en Finlande) ;
  - Jean-Claude (né en France) ;
  - Noël (né en France) ;
  - Moïse (né en France) ;
  - Brian (né Brahim en Algérie) ;
  - Koffi (né en Côte d'Ivoire) ;
  - Mara (né au Venezuela).
- Robert Brady : 1973-1974. Elle fait la connaissance de cet artiste et collectionneur d’art américain durant un de ses séjours aux États-Unis. Vu les échecs de ses quatre mariages précédents, ils décident d’échanger leurs vœux de mariage dans une église vide à Acapulco (Mexique) mais se séparent un an plus tard[108],[109],[22].

Joséphine Baker était bisexuelle,,. Mariée à plusieurs hommes, elle a également eu des relations amoureuses avec des femmes tout au long de sa vie d’adulte. Elle n’a cependant jamais révélé au grand public cette orientation sexuelle. Parmi ses amantes célèbres figurent l’écrivaine française Colette ou encore Frida Kahlo. Jean-Claude Baker (en), un ami et confident de Joséphine, mentionne, dans la biographie de son amie, six amantes qu’elle a rencontrées au cours de ses premières années sur scène aux États-Unis : Clara Smith, Evelyn Sheppard, Bessie Allison et Mildred Smallwood, sa compatriote afro-américaine expatriée Bricktop et la romancière française Colette après son déménagement à Paris.
Malgré sa propre bisexualité et son engagement contre le racisme (notamment avec sa participation à certaines actions du mouvement américain des droits civiques), elle a fait preuve d’homophobie en chassant de son foyer un de ses fils, Jarry Bouillon Baker, pour l’envoyer chez son père parce qu'il était homosexuel. Selon celui-ci, elle craignait qu’il ne « contamine » ses frères.

## Filmographie

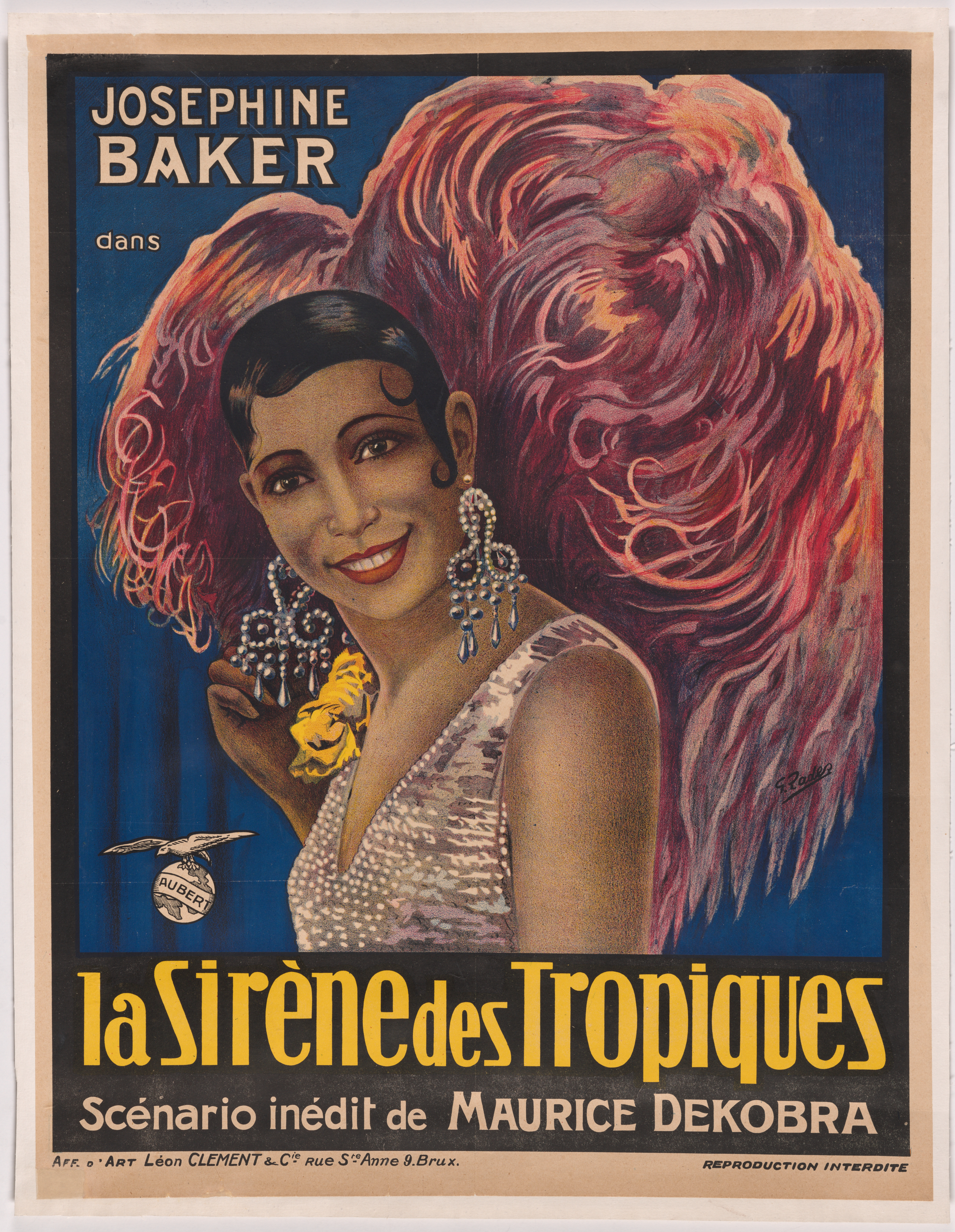
Affiche du film La Sirène des tropiques, 1927.

- 1927 : La Folie du jour de Joe Francis
- 1927 : Die Frauen von Folies Bergères de Joe Francis et Max Obal (version allemande du film précédent)
- 1927 : La Revue des revues de Joe Francis et Alex Nalpas
- 1927 : La Sirène des tropiques d'Henri Étiévant et Mario Nalpas : Papitou
- 1928 : Le Pompier des Folies Bergères (court métrage - réalisation anonyme)
- 1934 : Zouzou de Marc Allégret : Zouzou
- 1935 : Princesse Tam Tam d'Edmond T. Gréville : Aouïna
- 1940 : Moulin-Rouge d'Yves Mirande et André Hugon
- 1945 : Fausse Alerte de Jacques de Baroncelli : Zazou Clairon
- 1954 : Dix à chaque doigt (An jedem Finger zehn) d'Erik Ode : une chanteuse
- 1955 : Carrousel des variétés (Carosello del varietà) d'Aldo Bonaldi et Aldo Quinti

## Opérettes et comédies musicales
- 1935 : La Créole, opérette en trois actes de Jacques Offenbach, adaptation française d’Albert Willemetz, reprise au théâtre Marigny[115],[116].

## Chansons
Joséphine Baker se réfère dans ses chansons à divers décors exotiques et ses origines, reprenant quelques standards de l'époque. Elle commence à enregistrer en 1926 d'abord en anglais puis en français. L'orchestre du Casino de Paris, Wal-Berg puis Jo Bouillon l'accompagneront.

### Grands succès
- 1930 : J'ai deux amours, paroles de Géo Koger et Henri Varna sur une musique de Vincent Scotto. En écoutant attentivement les enregistrements de l'époque, on se rend compte qu'elle modifia le premier vers du refrain de sa chanson fétiche (« J'ai deux amours, mon pays et Paris… »), qui devint après la guerre « J'ai deux amours, mon pays, c'est Paris… ».
- 1930 : La Petite Tonkinoise, adaptation de la chanson créée par Polin en 1906, paroles de Georges Villard, musique d'Henri Christiné et Vincent Scotto.
- Et aussi : Dis-moi Joséphine (adaptation française par Marc-Cab[118], Léo Lelièvre et Henri Varna de la chanson hongroise Gyere Josephine (paroles de Szilágyi László (hu) et musique de Zerkovitz Béla (hu)), Chant d'amour de Tahiti, Doudou, Mon cœur est un oiseau des îles, Nuit d’Alger, Sans amour, Bye Bye Blackbird, Dans mon village, C'est si facile de vous aimer, Paris… Paris, De temps en temps, Vous faites partie de moi (I've Got You Under My Skin), C’est un nid charmant, Si j’étais blanche, Parlez-moi d’amour, Sur deux notes, J'attendrai, La Conga Blicoti, Chiquita Madame, Sérénade Céleste,  Donnez-moi la main, Paris mes amours, Bésame mucho, You're driving me crazy, Voulez-vous de la canne à sucre ?, Mayari, Madiana, etc[119].

### Bandes originales
- 1934 : C’est lui, tirée du film Zouzou.
- 1934 : Haïti, tirée du film Zouzou. Musique : Vincent Scotto, auteur : Émile Audiffred.
- 1935 : Sous le ciel d’Afrique, paroles d’André de Badet et musique de Jacques Dallin, tirée du film Princesse Tam Tam, avec les Comedian Harmonists.
- 1935 : Rêves, tirée du film Princesse Tam Tam.
- 1935 : Le Chemin du bonheur, tirée du film Princesse Tam Tam.
- 1935 : Pourquoi ? Comment ?, tirée du film Princesse Tam Tam.
- 1935 : Ahé ! la Conga, tirée du film Princesse Tam Tam.
- 1940 : Non, Nina, Wal-Berg du film Fausse Alerte.

## Hommages

### Dans les arts
- Alexander Calder réalise vers 1928 une œuvre en fil de fer la représentant, Joséphine Baker IV, exposée au Centre Pompidou à Paris[120].
- L’auteur-compositeur-interprète britannique et francophile Bill Pritchard rend hommage à Joséphine Baker dans deux de ses chansons : The Invisible State (1986) et Sheltered Life (1987), notamment pour son combat contre le racisme aux États-Unis et pour avoir courageusement assumé sa vie de femme libérée, bien en avance sur son temps.
- Le chanteur-auteur-compositeur italo-belge Salvatore Adamo rend hommage à Joséphine Baker dans la chanson Noël sur les Milandes (album Petit Bonheur, 1970)[121].
- Le 3 juin 2006, pour célébrer le centenaire de sa naissance, une statue en bronze est inaugurée en bas du château des Milandes, à Castelnaud-la-Chapelle en Dordogne, en présence de son fils aîné Akio et de Sonia Rolland. Cette statue fut commandée par l’association Opération Joséphine à la sculptrice Chouski. Cette association voulait rendre hommage à trois aspects de la personnalité de Joséphine Baker : son action de résistante pendant la Seconde Guerre mondiale, sa lutte contre le racisme et l’adoption de ses douze enfants.
- Juillet 2006 : au Festival d'Avignon, création d’un spectacle de Pierrette Dupoyet : Joséphine Baker, un pli pour vous… retraçant l’épisode douloureux de l’expulsion des Milandes[122].
- En 2007 et 2008, la comédie musicale Jo et Joséphine lui est consacrée. Dirigée par Jacques Pessis, les têtes d’affiches sont Grégori Baquet et Aurélie Konaté. Celle-ci est nommée pour le Marius de la meilleure interprétation féminine dans un rôle principal[123],[124].
- Le film L’Autre Joséphine coécrit par Philip Judith-Gozlin et Brian Bouillon-Baker, fils de Joséphine Baker, réalisé par Philip Judith-Gozlin, est sorti en 2009, il a été produit par la société audiovisuelle Golda Production[125].
- L’opérette Simenon et Joséphine, composée par Patrick Laviosa, prend le prétexte de la rencontre (réelle) de Joséphine Baker et de Georges Simenon pour retracer la carrière des deux personnages. Elle a été créée à l’Opéra de Liège et financée par la Région wallonne.
- Joséphine Baker est un personnage récurrent de la série de bande dessinée Odilon Verjus écrite par Yann Le Pennetier et dessinée par Laurent Verron. Elle apparaît dans les tomes 4, 6 et 7[126].
- La belle agent Joé est un personnage récurrent de la série de bande dessinée Les Brigades du temps écrite par Kris et dessinée par Bruno Duhamel. Outre son nom et son aspect physique qui en fait le sosie de Joséphine Baker, le personnage lui-même est l'un des meilleurs agents des Brigades du temps, référence indirecte au rôle historique joué par Joséphine Baker dans les services secrets durant la guerre[127].
- Dans la vidéo Les Chansons rétros du groupe d'humoristes Les Inconnus, la chanson de Joséphine Baker J'ai deux amours est parodiée par Pascal Légitimus[128].

### Lieux

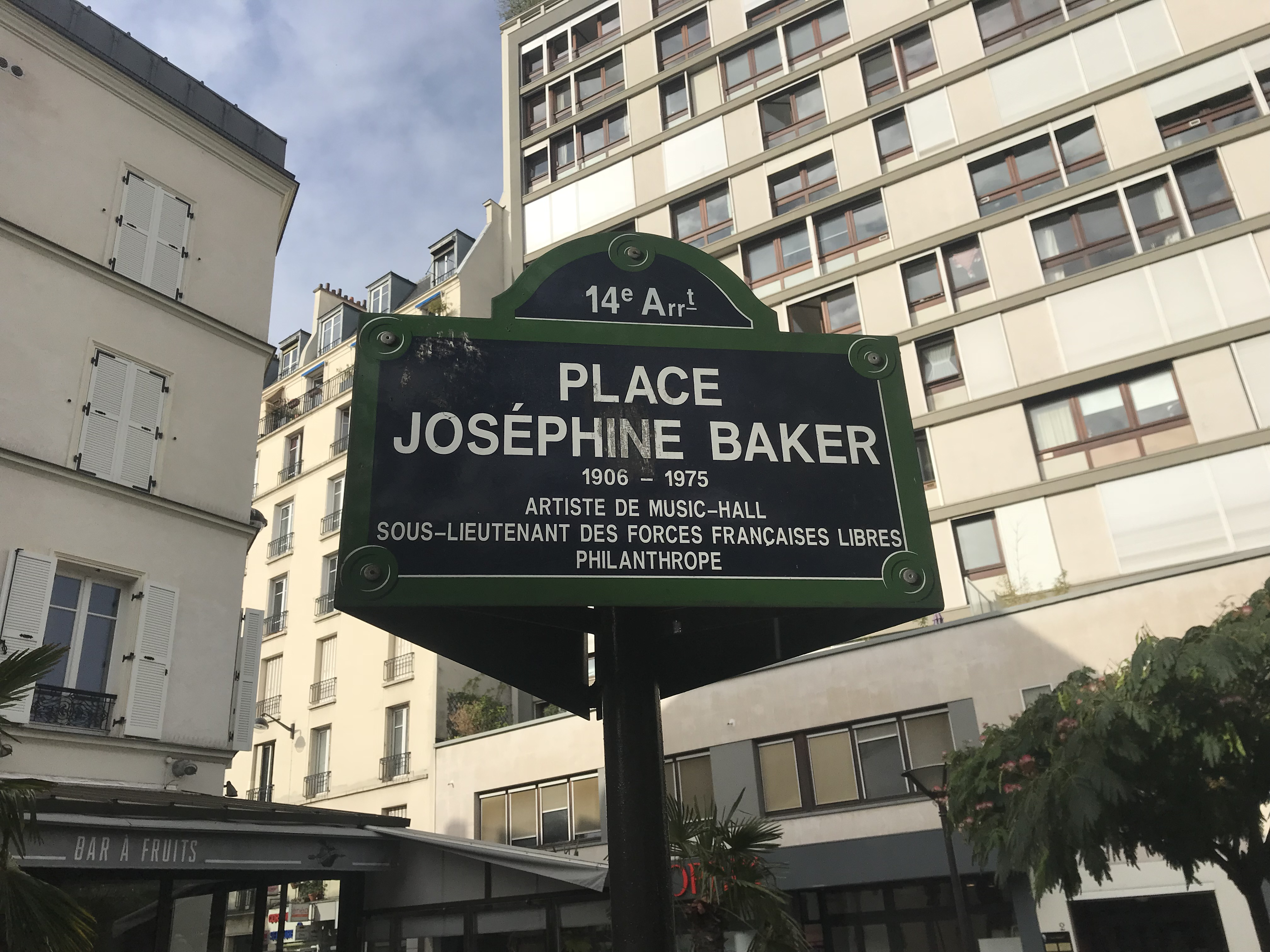
Place Joséphine-Baker à Paris, dans le 14e arrondissement.

Depuis 1994, un cratère vénusien est nommé Baker en son honneur.
En 2000, une place dans le 14e arrondissement de Paris prend le nom de place Joséphine-Baker en son hommage.
Bertrand Delanoë, maire de Paris, décide en juin 2006 (un siècle après la naissance de l’artiste) de donner son nom à la piscine publique flottante sur la Seine, la piscine Joséphine-Baker, inaugurée en juillet 2006 dans le 13e arrondissement, au pied de la nouvelle passerelle Simone-de-Beauvoir.
Depuis 2008, l’allée Joséphine-Baker à Nantes, une voie secondaire du boulevard de la Prairie-au-Duc, dans le quartier de l’île de Nantes, lui rend hommage.
Une crèche Joséphine-Baker a ouvert à Montpellier en 2012 et un espace Josephine-Baker à Bourg-la-Reine en 2021. 
En 2021, avec son entrée au Panthéon, il est proposé que le nom de celle-ci soit ajouté à la station de métro Gaîté, en raison de la proximité avec Bobino, le dernier théâtre où elle s'est produite, et avec la place Joséphine-Baker. L'inauguration, qui consiste à accoler le nom de l'artiste de music-hall à côté de celui de « Gaîté », a lieu le 30 novembre de la même année.
En 2022 :
- le 22 mars, les membres du conseil municipal de Couches (Saône-et-Loire) votent à l'unanimité pour que l'école élémentaire de la commune porte le nom de Joséphine Baker[136] ;
- le 28 mars, une délibération du conseil municipal de Grenoble donne le nom de l'actrice à son jardin des plantes, situé près du muséum d'histoire naturelle[137] ;
- le 22 mai, la mairie de Souillac annonce l'ouverture prochaine du premier musée au monde consacré à l'artiste[138] ;
- le 3 septembre, le conseil municipal de ville de Bergerac inaugure la « Maison des associations Joséphine Baker » en présence de son fils Akio Bouillon. Située rue Saint-Esprit, elle abrite une vingtaine d'associations de la commune ;
- le 19 novembre, le conseil municipal de  la ville de La Rochelle inaugure la « passerelle Joséphine Baker » en présence de l'un des fils de Joséphine Baker.

En 2023 : 
- le collège de Kerhallet à Brest change de nom et prend celui de collège Joséphine-Baker.
En 2024 :
- le 8 mars, une rue Joséphine Baker est inaugurée à Dugny. Elle est située dans le Village des Médias, construit pour les Jeux Olympiques et Paralympiques de Paris 2024[139].

Une école à Nantes prévue pour 2025 portera son nom.
D’autres odonymes lui rendent également hommage[réf. nécessaire] : 
- en France : des routes à Saint-Crépin-d'Auberoche et Villefranche-de-Lonchat, des avenues à Sarlat-la-Canéda et Vézac (Dordogne), une résidence universitaire à Pessac, des rues à Brive-la-Gaillarde, Couzeix, Bourges et Bergerac, un square à Athis-Mons, une allée à Feytiat.
- aux Pays-Bas : une rue à Almere (Pays-Bas) ;
- aux États-Unis : un boulevard dans sa ville natale de Saint-Louis (Missouri) .

### Divers
En juin 2021, une des promotions d’élèves de l’ENA (tour extérieur et cycle d’intégration des officiers) choisit le nom de Joséphine Baker. En 2024, les élèves du nouvel INSP prennent la suite, en choisissant également pour leur promotion le nom de Joséphine Baker. 
En mars 2024, la Monnaie de Paris annonce qu'elle va mettre en circulation en été 2024, une pièce de 20 centimes d'euros à son effigie.

### Vidéographie
- Frères d'armes - Joséphine Baker, série Frères d'armes, film-portrait raconté par Elsa Zylberstein, co-réalisé par Pascal Blanchard et Rachid Bouchareb, 2016, 2 minutes. [voir en ligne]

### Entrée au Panthéon

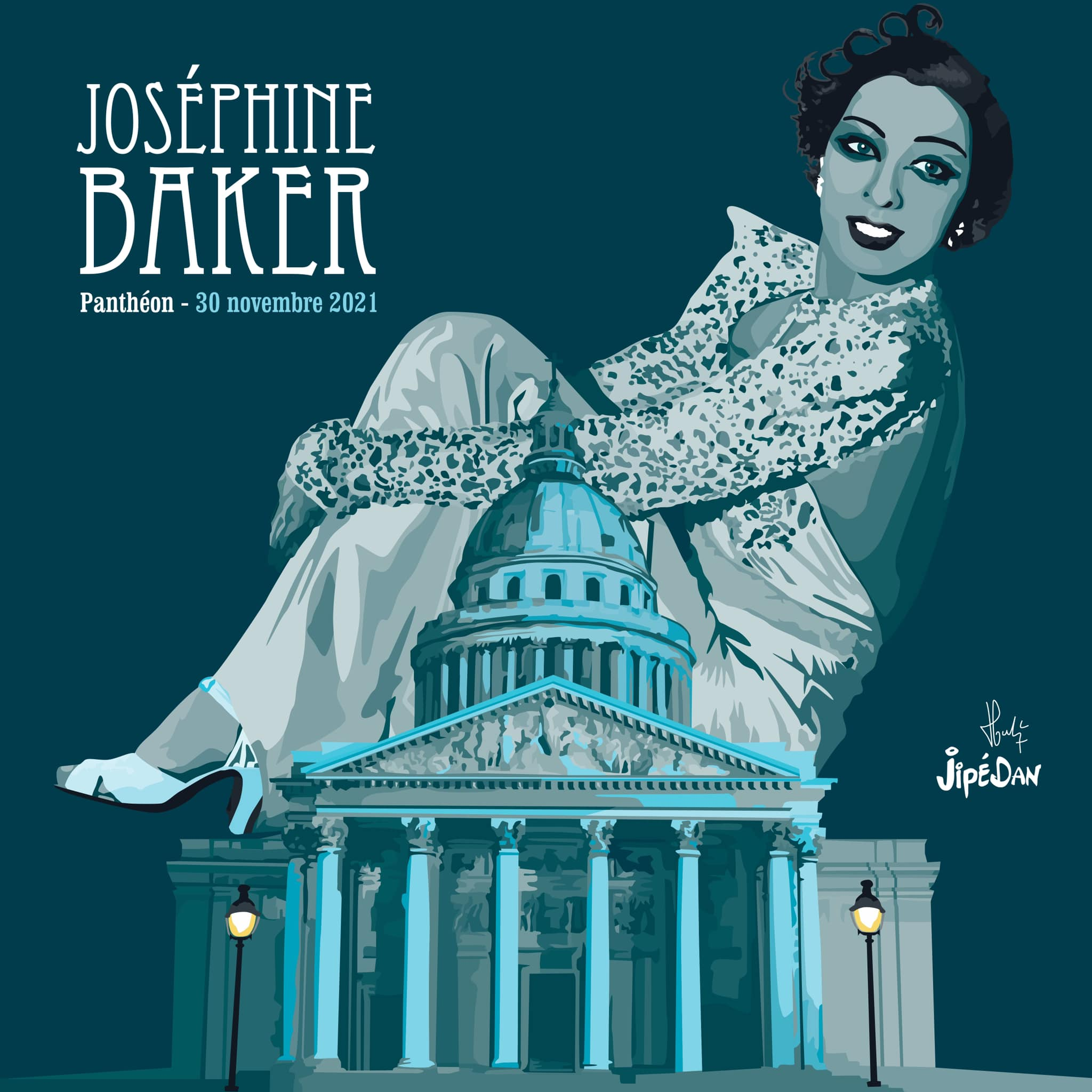
Joséphine Baker au Panthéon, illustration de JipéDan, 2021.

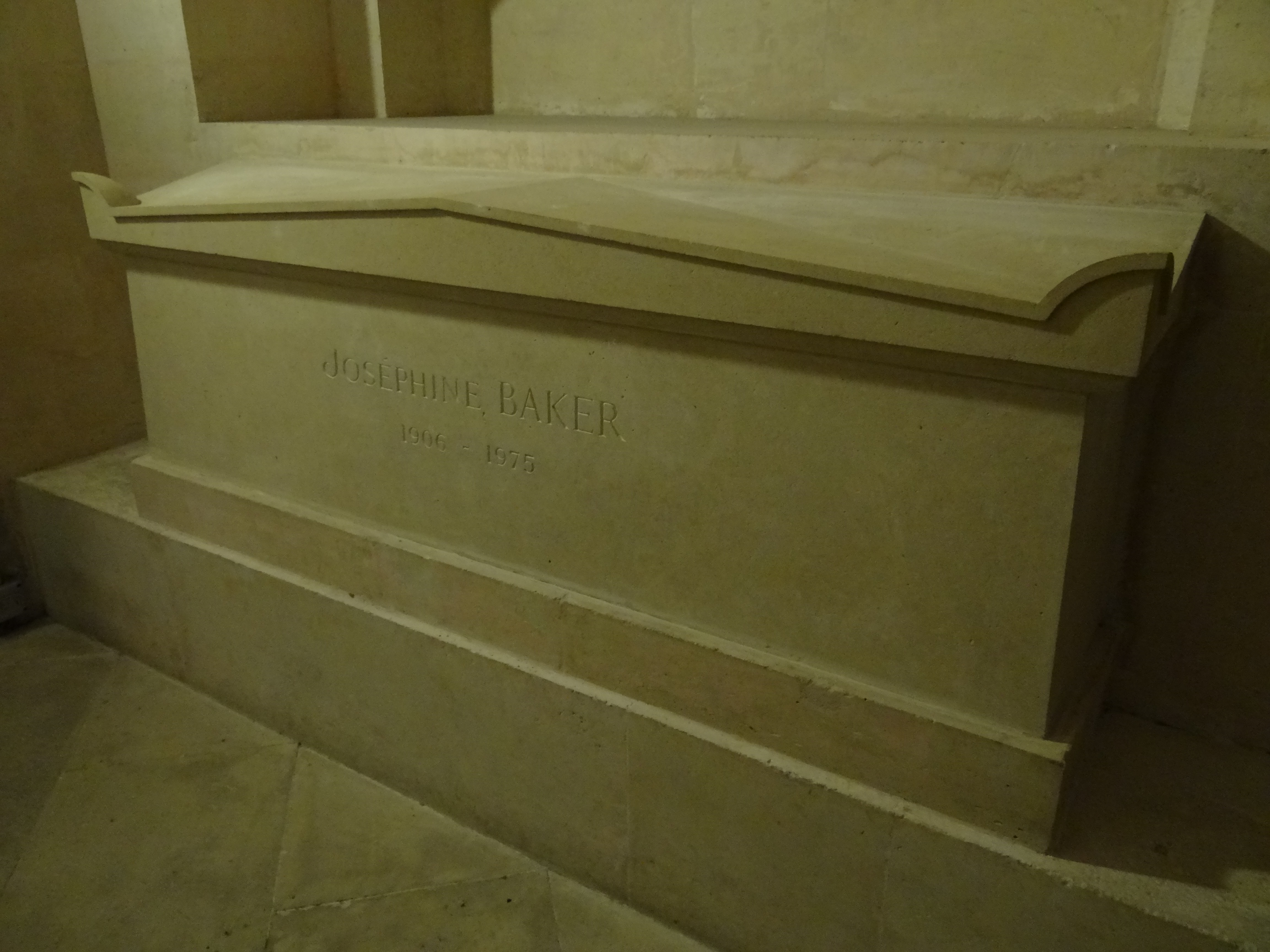
Cénotaphe de Joséphine Baker au Panthéon (crypte XIII).

Reprenant une idée de Régis Debray,, une pétition « Osez Joséphine » lancée à l’initiative de l’essayiste Laurent Kupferman soutient l’entrée au Panthéon de cette « artiste, résistante, féministe et militante antiraciste »,. Elle rassemble 37 920 signatures,.
Le 22 août 2021, le journal Le Parisien annonce l’accord d’Emmanuel Macron pour son entrée au Panthéon le 30 novembre, jour anniversaire de sa naturalisation française, 84 ans auparavant (en 1937). Le 23 août, l'Élysée fait l'annonce officielle. Elle restera cependant inhumée au cimetière de Monaco, de sorte que le Panthéon ne sera pas son tombeau mais son cénotaphe.
Joséphine Baker entre au Panthéon le 30 novembre 2021, devenant ainsi la sixième femme et la première femme noire à rejoindre le « temple » républicain,,. Dans cette nécropole laïque nationale, elle repose désormais symboliquement auprès de deux autres Français noirs : l'écrivain Alexandre Dumas et le résistant et homme politique Félix Éboué.
La panthéonisation d'une descendante d'esclaves noirs américains et d'autochtones d'Amérique suscite une quasi-unanimité en France. Pour Le Figaro, cet engouement s'explique par l'universalisme républicain dont l'artiste, récipiendaire de la Croix de guerre, est considérée être une figure exemplaire, a contrario d'un « fort courant venu d'Amérique » qui cherche à « assigner chacun à sa race, son sexe ». Pour Chloé Leprince, sur France Culture, « dire que sa consécration dans la cathédrale républicaine du Panthéon fait consensus, c’est dire qu’elle fut à la fois celle qu’on assigna dans une posture fondamentalement façonnée par un regard raciste ; et aussi, celle qui s’est imposée en déjouant l’imagerie du bon sauvage, pour en faire son tremplin… et triompher. »
Aux États-Unis, l'hebdomadaire The Nation soutient que la célébration nationale d'une femme noire par la France masque un passé colonial et la persistance de discriminations raciales, la France étant ainsi accusée de perpétuer l'affirmation d'une supériorité d'un modèle social qu'elle prétend universaliste à l'encontre du modèle communautariste américain,,.

## Décorations
- Chevalier de la Légion d'honneur (1961) Le 30 juin 1947, les membres de la Commission de liquidation et de règlement de la Résistance du ministère de l'Air, rejettent à l'unanimité le dossier d'attribution de la Légion d'Honneur pour Joséphine Baker. Dix ans plus tard, le dossier est rouvert et le 9 décembre 1957, Joséphine Baker est nommée au grade de chevalier dans l'ordre national de la Légion d'honneur. Puis le 18 août 1961, dans le parc de son château des Milandes, la distinction lui est remise par le général Martial Valin[160].
- Croix de guerre 1939-1945, palme de bronze (1961)[22]
- Médaille de la Résistance française, avec rosette (1946)[22]
- Médaille commémorative des services volontaires dans la France libre
- Médaille commémorative française de la guerre 1939-1945

### Sources primaires
- Joséphine Baker et Jo Bouillon (avec la collaboration de Jacqueline Cartier), Joséphine, Paris, Robert Laffont, coll. « Vécu », 1976, 413 p.
- Marcel Sauvage, Les Mémoires de Joséphine Baker, Paris, Dilecta, 2006, 298 p. (ISBN 2-916275-05-3).
- Brian Bouillon-Baker et Gilles Trichard, Joséphine Baker : le regard d'un fils, Paris, Patrick Robin, 2006, 189 p. (ISBN 2-35228-005-2)
- Brian Bouillon-Baker, Joséphine Baker, l'universelle, éditions du Rocher, 2021, 234 p.
- Jean-Claude Bouillon-Baker, Un château sur la lune : le rêve brisé de Joséphine Baker, Paris, Hors Collection, 2012, 271 p. (ISBN 978-2-258-09279-2)

#### Littérature
- Pascal Rannou, Noire, la neige, Parenthèses, 2008, 292 p. (ISBN 978-2-8636-4648-9). Biofiction consacrée à la trompettiste et chanteuse Valaida Snow, amie, collègue de revue puis rivale de J. Baker[161], qui est un des personnages principaux de ce roman.

#### Bande dessinée
- José-Louis Bocquet (scénario) et Catel Muller (dessins) (conseiller historique : Jean-Claude Bouillon-Baker), Joséphine Baker, Bruxelles/ Paris, Casterman, coll. « Écritures », 2017 (1re éd. 2016), 566 p. (ISBN 978-2-203-12429-5, présentation en ligne).

#### Ouvrage jeunesse
- Patricia Hruby Powell et Laurana Serres-Giardi (Adaptation) (trad. de l'anglais, ill. Christian Robinson), Joséphine : Joséphine Baker, la danse, la Résistance et les enfants, Voisins-le-Bretonneux, Rue du monde, 16 avril 2015, 101 p. (ISBN 978-2355043697).« Mention Spéciale » Non Fiction Award, à la Foire internationale du livre de jeunesse de Bologne 2014.

### Audio
- (de) [audio] Das fabelhafte Leben der Joséphine Baker (« La Vie fabuleuse de Joséphine Baker »), collage audio de Peter Eckhart Reichel, CD Duophon, 2006.

#### Bases de données et dictionnaires
- (en) Joséphine Baker sur un site de CMG Worldwide
- Ressources relatives à l'audiovisuel :   - Africultures
  - AllMovie
  - Allociné
  - Ciné-Ressources
  - Filmportal
  - Filmweb.pl
  - France 24
  - IMDb
  - Rotten Tomatoes
  - Unifrance
- Ressources relatives à la musique :   - AllMusic
  - Bayerisches Musiker-Lexikon Online
  - Carnegie Hall
  - Discography of American Historical Recordings
  - Discogs
  - Grove Music Online
  - MusicBrainz
  - Muziekweb
- Ressources relatives au spectacle :   - Archives suisses des arts de la scène
  - Les Archives du spectacle
  - Internet Broadway Database
  - L’Officiel des spectacles
- Ressources relatives aux beaux-arts :   - Bridgeman Art Library
  - Museum of Modern Art
  - National Portrait Gallery
  - Union List of Artist Names
- Ressources relatives à plusieurs domaines :   - Metacritic
  - Radio France
- Ressource relative à la bande dessinée :   - Comic Vine
- Ressource relative à la vie publique :   - Maitron
- Ressource relative à la recherche :   - Isidore
- Notices dans des dictionnaires ou encyclopédies généralistes :   - American National Biography
  - BlackPast
  - Britannica
  - Brockhaus
  - Collective Biographies of Women
  - Den Store Danske Encyklopædi
  - Deutsche Biographie
  - Dictionnaire universel des créatrices
  - Enciclopedia delle donne
  - Gran Enciclopèdia Catalana
  - Hrvatska Enciklopedija
  - Internetowa encyklopedia PWN
  - Larousse
  - Nationalencyklopedin
  - Munzinger
  - Proleksis enciklopedija
  - Store norske leksikon
  - Treccani
  - Universalis
  - Visuotinė lietuvių enciklopedija
- Notices d'autorité :   - VIAF
  - ISNI
  - BnF (données)
  - IdRef
  - LCCN
  - GND
  - Italie
  - Japon
  - Espagne
  - Pays-Bas
  - Pologne
  - Israël
  - NUKAT
  - Catalogne
  - Suède
  - Australie
  - Norvège
  - Tchéquie